# Іспанія
Іспа́нія (ісп. España, МФА: [esˈpaɲa] — від лат. Hispania), офіційно Королі́вство Іспа́нія (ісп. Reino de España; за правописом 1928 року — Еспа́нія) — держава на південному заході Європи, із заморськими територіями через Гібралтарську протоку та Атлантичний океан. Її континентальна європейська територія займає більшу частину Піренейського півострова. До складу країни також входять два архіпелаги: Пітіузькі острови в Середземному морі, і Канарські острови біля узбережжя Африки в Атлантичному океані. Африканські анклави Сеута, Мелілья та Пеньон-де-Велес де ла Гомера роблять Іспанію єдиною європейською країною, яка має фізичний кордон з африканською країною (Марокко). Кілька невеликих островів в Алборанському морі також є частиною території Іспанії. Материкова частина країни омивається Середземним морем на півдні та сході, за винятком невеликої сухопутної межі з Гібралтаром; на півночі та північному сході межує з Францією (623 км) та Андоррою (63,7 км); на заході — з Португалією (1214 км) та Атлантичним океаном.
З територією площею 505 990 км², Іспанія є найбільшою країною Південної Європи, другою за величиною країною Західної Європи та Європейського Союзу та четвертою за розміром країною Європейського континенту. З населенням у понад 46 млн осіб, Іспанія є 4-ю за кількістю населення країною Європейського Союзу. Столиця країни — Мадрид; серед інших важливих мегаполісів Барселона, Валенсія, Севілья, Сарагоса, Малага та Більбао.
Сучасні люди вперше прибули на Піренейський півострів близько 35 тисяч років тому. Іберська культура разом із фінікійськими, давньогрецькими, кельтськими та карфагенськими поселеннями розвивались на півострові до тих пір, поки він не потрапив під владу Римської республіки близько 200 року до н. е., після чого регіон був розділений на 2 римські провінції — Ближня Іспанія та Дальня Іспанія. Назва «Іспанія» заснована на ранішій фінікійській назві Sp(a)n або Spania. Наприкінці існування Західної Римської імперії германські племінні конфедерації, які мігрували з Центральної Європи, вторглися до Піренейського півострова і створили відносно незалежні королівства у західних провінціях (включаючи племена свевів, аланів та вандалів). Урешті-решт вестготи насильно об'єднали всі незалежні території півострова, включаючи візантійську провінцію Візантійська Іспанія, у Вестготському королівстві, яке більш-менш об'єднало політично, церковно й юридично всі колишні римські провінції та королівства — наступники того, що тоді було задокументовано як Римська Іспанія.
На ранніх етапах сучасного періоду Іспанія керувала однією з найбільших імперій в історії, яка була також однією з найперших світових імперій, залишивши велику культурну та мовну спадщину, яка включає понад 570 мільйонів іспанофонів, які зробили іспанську мову другою за кількістю носіїв мовою у світі, після китайської мандаринської. Під час Золотої доби країна пережила розвиток мистецтва, результатом якого стала поява багатьох відомих художників, як-от Дієго Веласкес, Ель-Греко тощо. Найвідоміший іспанський літературний твір «Дон Кіхот» також було опубліковано під час даної доби. В Іспанії знаходиться третя за величиною кількість об'єктів світової спадщини ЮНЕСКО.
Іспанія — світська представницька демократія та конституційна монархія, з королем Філіпом VI у статусі голови держави. Іспанія — розвинена країна з високим рівнем доходу, четвертим за розміром номінальним ВВП. Країна є членом Організації Об'єднаних Націй, Європейського Союзу, Єврозони, Ради Європи, Середземноморського союзу, Північноатлантичного альянсу, Організації економічного співробітництва та розвитку, Шенгенської Зони, Світової Організації Торгівлі та багатьох інших міжнародних організацій. Не будучи офіційним членом, Іспанія є «постійним спостерігачем» самітів Великої двадцятки, беручи участь у кожному з них, що, де-факто, робить її частиною групи.

## Етимологія

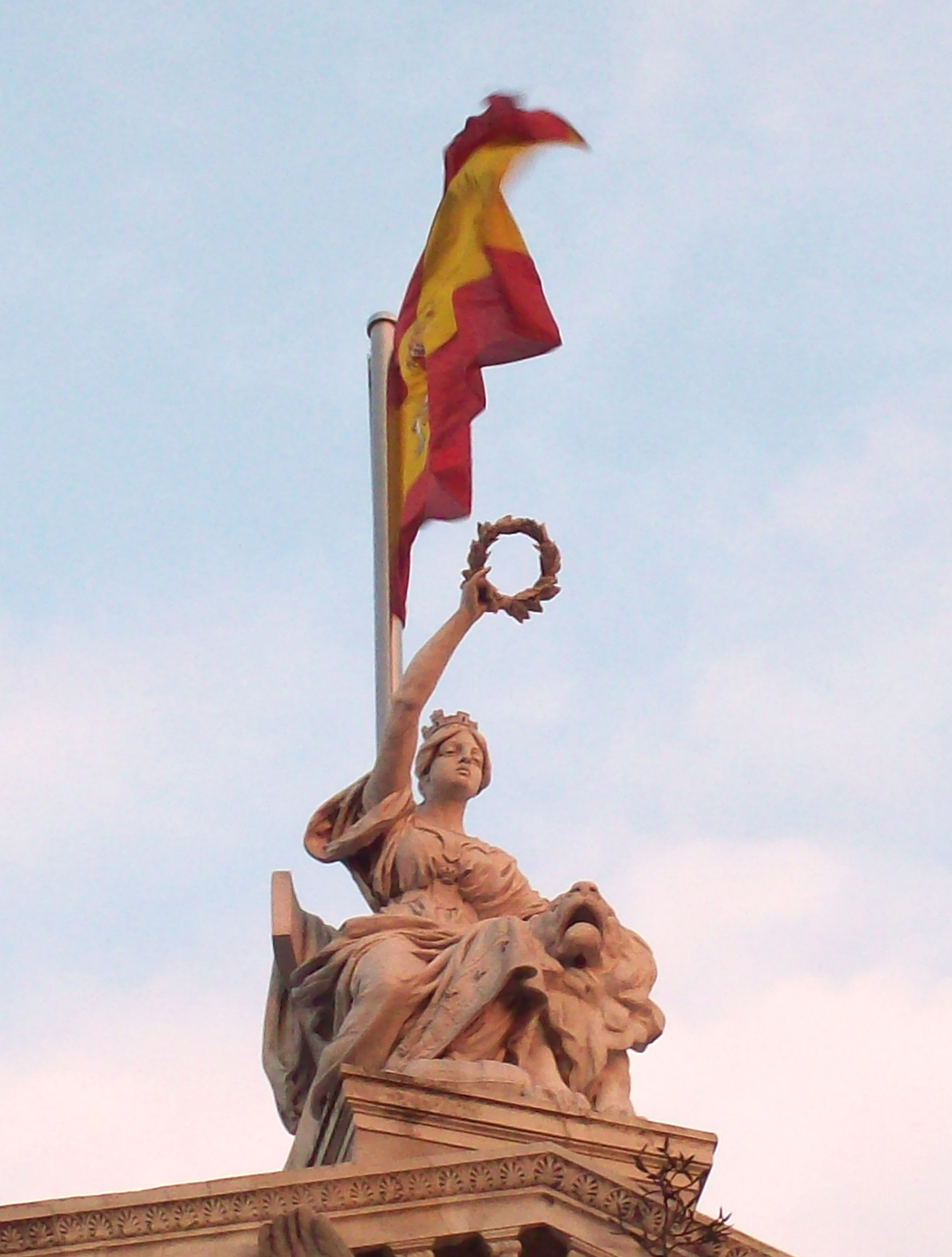
Алегорія Іспанії. Скульптура на фронтоні Національної бібліотеки Іспанії, робота

Походження самоназви España (а отже, і похідних від нього) є дискусійним. Давньоримська назва Іберії, Hispania, може походити від терміна Hesperia, яким римляни поетично називали Іспанію. Саме слово Hesperia походить від грецького Εσπερία, тобто «західна країна», «країна сонця, яке сідає» (так греки називали Італію). Римляни перенесли цю назву на Іспанію, оскільки вона міститься ще далі на захід від їхньої країни.
Інша версія походження — від пунічного слова Ispanihad, яке означає «країна кроликів» або «край, околиця» (від того, що Іспанія розташована на краю Середземноморського регіону). Є також версія баскського походження, від слова Ezpanna (тобто «край, межа», оскільки Іспанія є південним краєм Європи).
Гуманіст Антоніо де Небріха запропонував версію походження від іберійського слова Hispalis, яке означає «місто західного світу». Хесус Луїс Кунчіллос стверджує, що корінь span походить від фінікійського слова «spy», що означає «кувати метали». Таким чином i-spn-ya означатиме «край, де кують метали».

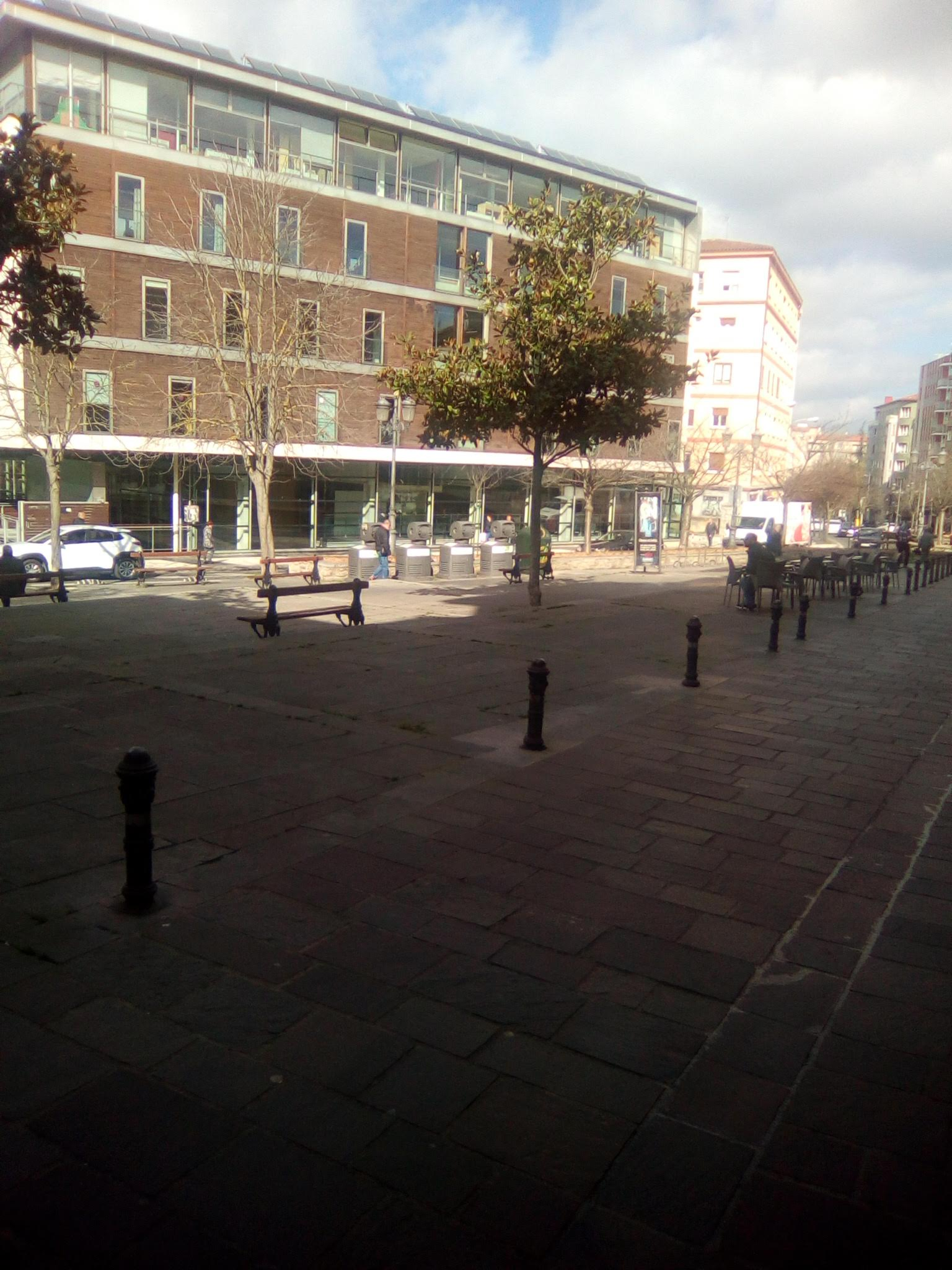
Алдабе, Громадський центр; Ковальська вулиця; Віторія Гастейс

## Географія

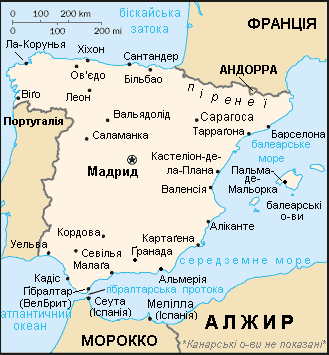
Мапа Іспанії.

Іспанія — південноєвропейська країна. Вона займає п'ять шостих Піренейського півострова, Балеарські та Пітіузькі острови в Середземному морі та Канарські острови в Атлантичному океані. Піренейські гори важкодоступні та «ізолюють» Іспанію від інших європейських країн, крім Португалії, яка займає західну частину півострова.
За територією Іспанія є четвертою країною в Європі, після Росії, України та Франції, і є другою за величиною в Європейському Союзі. Іспанія омивається Середземним морем й Атлантичним океаном. По суходолу Іспанія межує з Португалією на заході (спільний кордон — 1214 км), з Францією — по гребенях Піренейських гір (623 км), з Андоррою (63,7 км), з Гібралтаром (1,2 км), з Марокко (м. Сеута — 6,3 км, м. Мелілья — 9,6 км).

### Рельєф країни

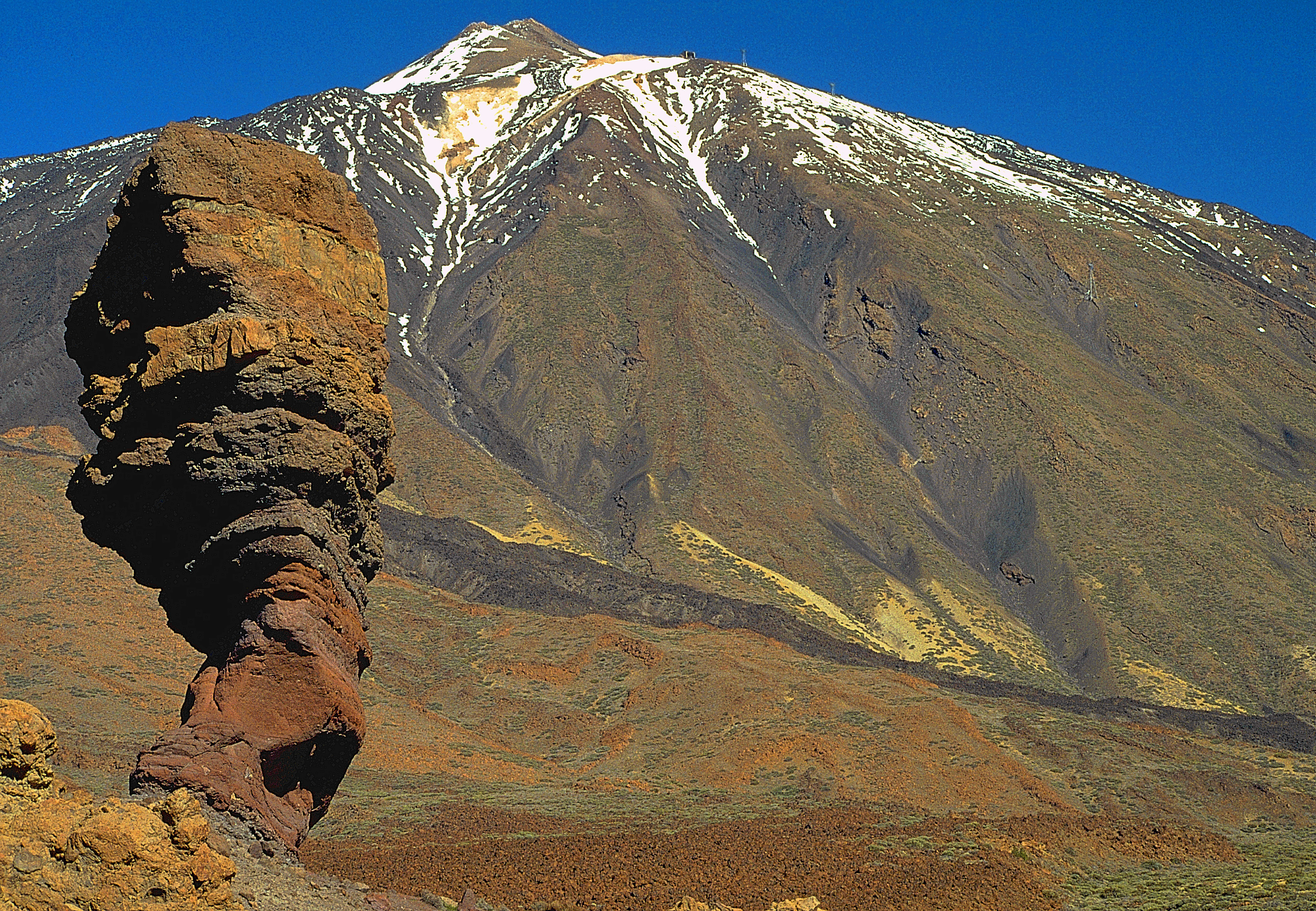
Найвища гора Іспанії — Тейде

Рельєф Іспанії різноманітний, тут панівну роль відіграють системи гірських хребтів і високогірних плоскогір'їв. Плоскогір'я та гори становлять близько 90 % її території. Майже половину поверхні країни займає велике, найбільше в Європі високогірне плоскогір'я — Месета з середньою висотою 660 м над рівнем моря. Месета відрізняється чергуванням плато, висотних брилових хребтів і гірських улоговин. Центральна Кордильєра поділяє Месету на дві частини: північну та південну. Більша частина території Іспанії розташована на висоті близько 700 м. Це друга за висотою країна в Європі після Швейцарії.

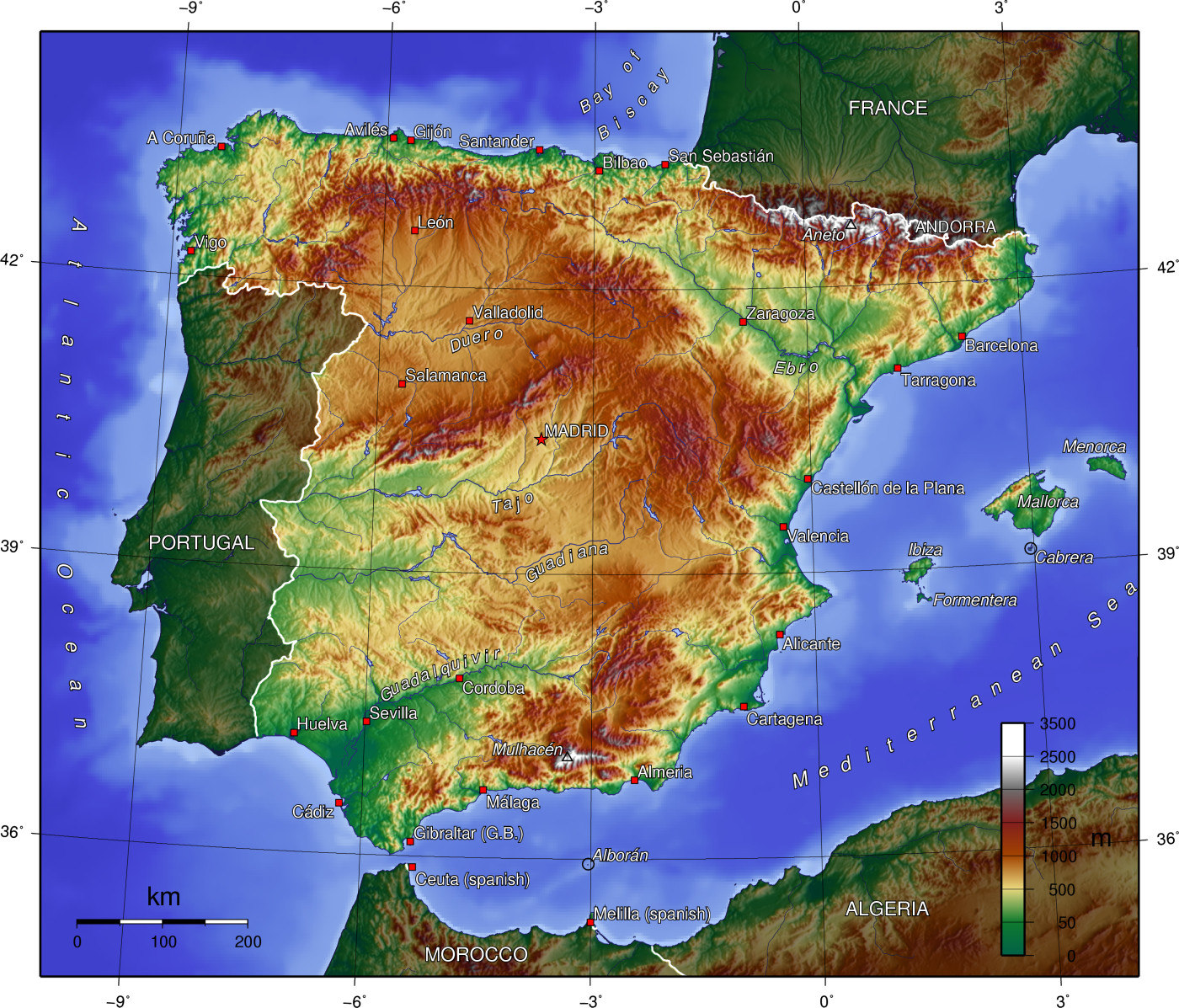
Рельєфна карта Піренейського півострова

На півночі Месету обрамляють потужні Кантабрійські гори, які простяглися вздовж узбережжя Біскайської затоки на 600 км, ізолюючи внутрішні райони країни від впливу моря. У їхній центральній частині лежить гірський масив Пікос-де-Еуропа (з іспанської — Піки Європи) з висотами до 2648 м. Ці гори альпійського типу складені переважно відкладами кам'яновугільного періоду — вапняками, кварцитами, пісковиками. Кантабрійські гори — орографічне та тектонічне продовження найпотужнішої гірської системи Іспанії — Піренеїв.
Піренеї являють собою кілька паралельних хребтів, які простягаються із заходу на схід на 450 км. Це один із найважкодоступніших гірських районів Європи. Хоча в середньому їхня висота не дуже велика (трохи більше 2500 м), але вони не мають потрібної кількості зручно розташованих і доступних перевалів. Усі ці перевали розташовані на висоті 1500—2000 м, тому залізниці, які йдуть з Іспанії в інші країни, обходять Піренеї із заходу та сходу. Найширша та найвища частина гір — центральна, тут розташована їхня головна вершина — пік Ането, який досягає 3404 м. З північного сходу, до Месети примикає система Іберійських гір, максимальна висота (пік Мон-Кайо) — 2313 м.
Між східними Піренеями й Іберійськими горами простягаються невисокі Каталонські гори, південні схили яких уступами обриваються майже перед Середземним морем. Каталонські гори (середні висоти яких 900—1200 м, найбільша вершина — гора Каро, 1447 м) простягаються упродовж 400 км майже паралельно берегу Середземного моря та фактично відокремлюють від нього Арагонське плато. Ділянки прибережних рівнин, які розроблені в Мурсії, Валенсії та Каталонії й на північ від мису Палос до кордону з Францією, характеризуються високою родючістю.
Весь південний схід Піренейського півострова зайнятий Кордильєрою-Бетіке, яка є системою гірських масивів і хребтів. Кристалічною віссю її стали гори Сьєрра-Невади. За висотою вони поступаються в Європі тільки Альпам. Їхня вершина, гора Муласен, яка досягає 3478 м, — найвища точка півострівної Іспанії. Хоча найвища гірська вершина Іспанії знаходиться на острові Тенерифе (Канарські острови) — це вулкан Тейде, висота якого досягає 3718 м.
Єдина велика низовина — Андалузька на півдні країни. На північному сході Іспанії в долині річки Ебро розкинулася Арагонська рівнина. Менших розмірів низовини тягнуться вздовж Середземного моря.

### Геологічна будова і корисні копалини
Головне місце в геологічній будові Іспанії посідають протерозойські та палеозойські складчасті комплекси Іберійської Месети, перекриття на схід мезо-кайнозойським платформовим чохлом. На півночі Іберійська Месета обрамляється південним краєм Піренеїв, на півдні — ланцюгом Андалузьких гір (Бетської Кордильєри). В Іберійській Месеті виділяються три тектонічні зони.

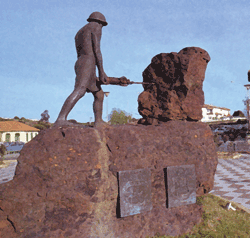
Пам'ятник вуглекопам

Північна, охоплює Кантабрійські й Іберійські гори, виникла на місці геосинклінального прогинання, виконаного могутніми терігенними осіданнями раннього палеозою, карбонатно-терігенними відкладеннями середнього палеозою та (в Астурійському басейні) параллічеською вугленосною товщею карбону. Основна складчастість належить до кінця карбону (астурійська фаза). Центральна зона, яка простягається через Галісію та Кастилію, відповідає стародавньому геоантіклінальному підняттю, пронизаному гранітами; велике значення мала тут кембрійська (сардинська) складчастість. Південна (геосинклінальна) зона (Сьєрра-Морена) складена переважно продуктами підводного вулканізму основного складу та граувакками; вона сформувала свою складчастість у середині девона. Мезокайнозойській платформовий чохол утворений карбонатними осадами; басейн річки Ебро, у ньому спостерігаються флішеві й молассові товщі, які зазнали впливу в олігоцені (у піренейську фазу) інтенсивної складчастості. Бетська Кордильєра складається з серії тектонічних покривів, переміщених на північ. Внутрішні покриви складені метаморфічним палеозоєм, зовнішні — карбонатними й уламковими породами мезозою, палеогену та нижнього міоцену.

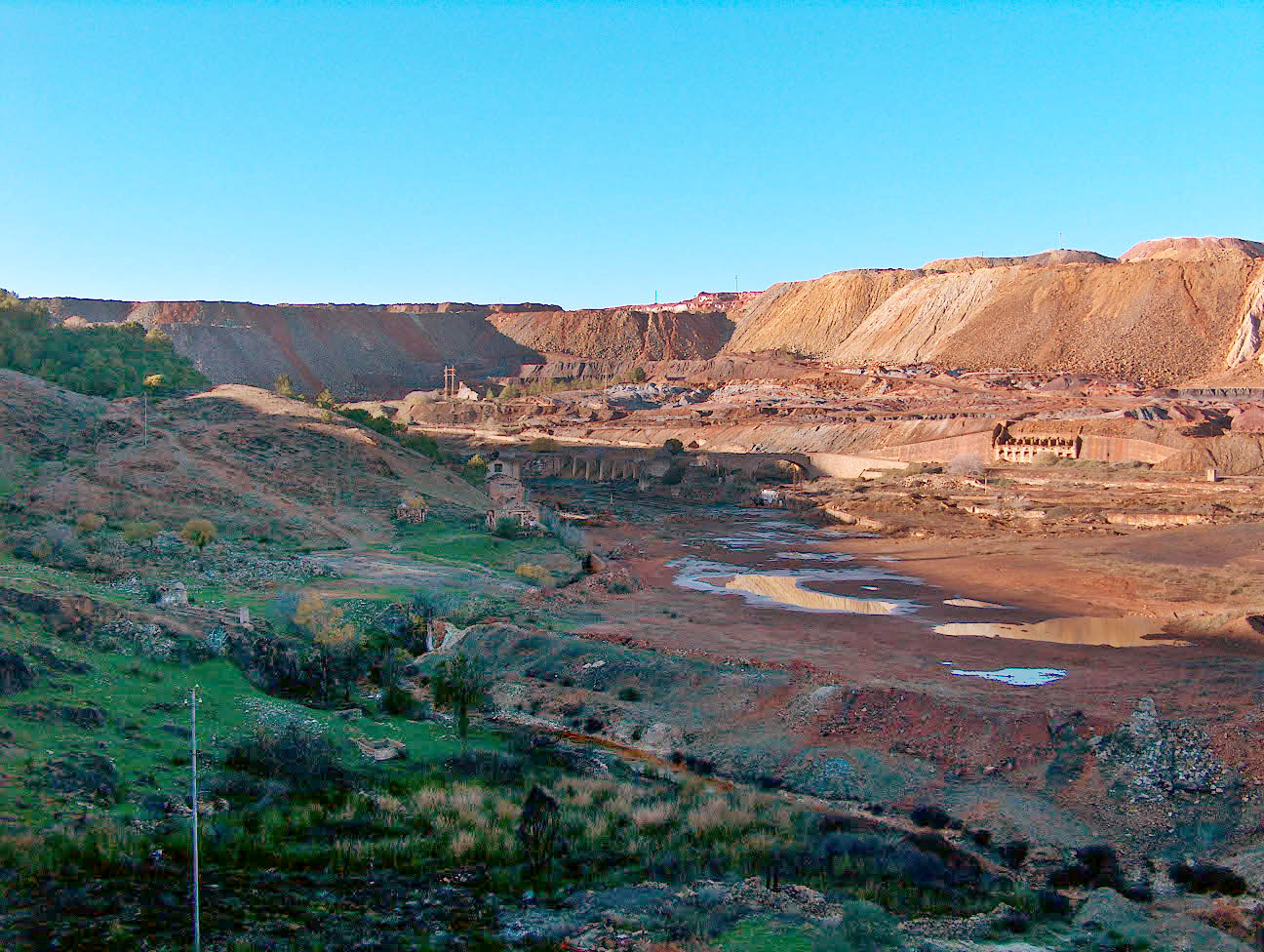
Розробка родовищ корисних копалин

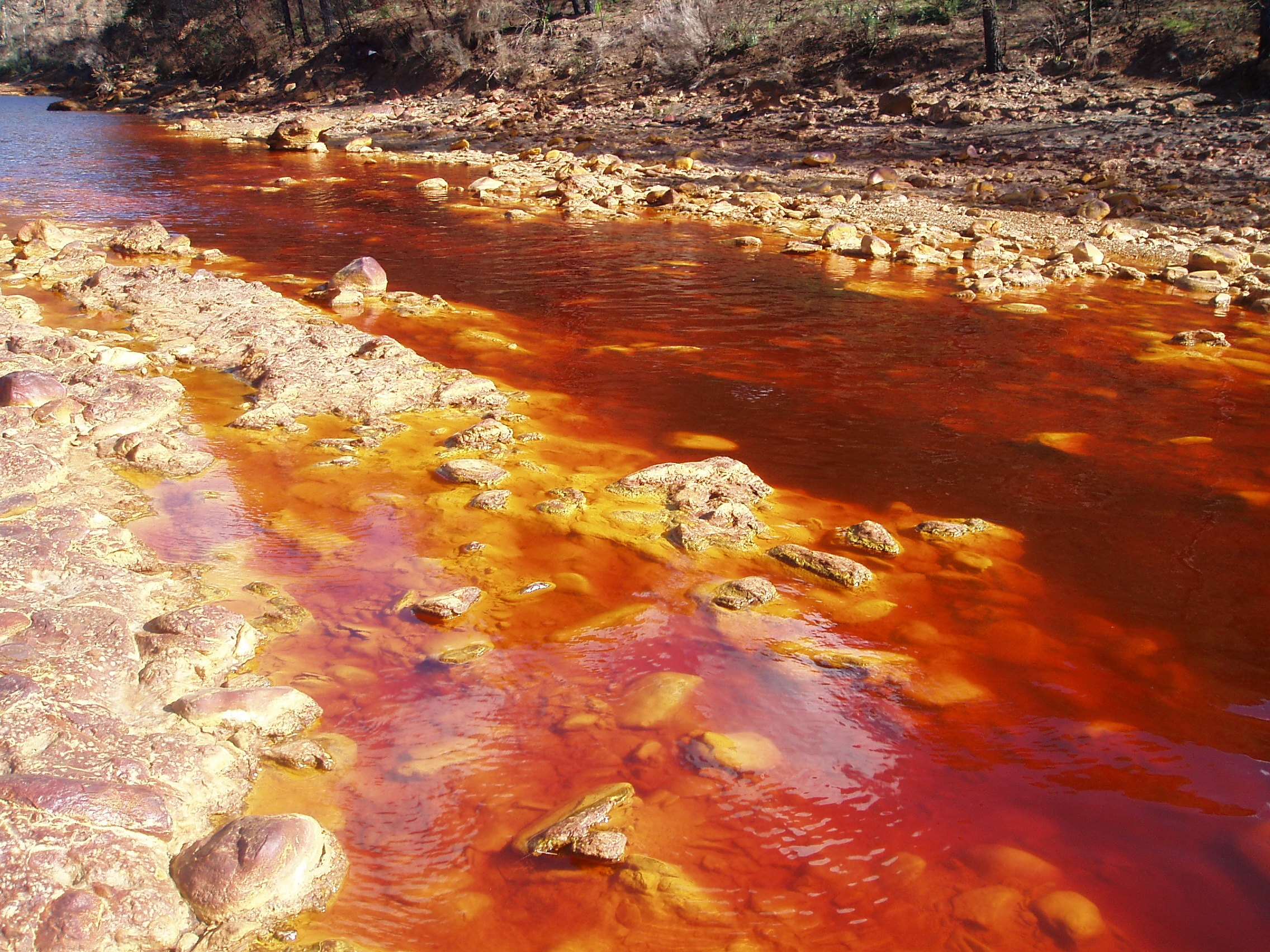
«Молочні річки»

По покладах корисних копалин, а саме, через значні об'єми, рудні родовища пов'язують із палеозойськими комплексами й гранітами (на півночі та півдні Іспанії). Найпримітніший південний рудний пояс, притаманний для середньопалеозойських ефузивно-терригенних товщ і герцинських гранітів Сьєрри-Морени та Вельви. До нього належить колчеданові поклади міді, гідротермальні родовища ртуті, руди свинцю й цинку. Великі родовища залізняка в Галісії, Астурії, Леоні, Біскайї, Сантандері, Гранаді, та піритів — у Вельві, Севільї, менш значні — в Мурсії й Астурії ці пірити містять до 10 % міді. Багатющі у світі запаси ртуті зосереджені в Альмадені. Родовища свинцево-цинкових руд відомі в провінціях Хаен (Лінарес, Ла-Кароліна) та Мурсія (Картахена, Масаррон), а також у Сантандері (Реосин і Рейноса) тощо. Значні запаси уранових руд, за якими Іспанія входить у 10 найбільших світових постачальників, та 2-ге місце в Європі. Основні уранові родовища знаходяться в провінціях Саламанка та Касерес. В Іспанії є поклади золота, срібла, миш'яку, марганцю. З нерудних копалин в Іспанії відомі калійні солі (карналіт і сильвініт), які залягають у долині річки Ебро, каолін й апатит. Місцеві енергетичні ресурси складаються переважно із запасів кам'яного вугілля. Вугільні басейни містять невелике число пластів малої потужності з великими ухилами, сильно дислокованих, що утруднює механізацію їхнє добування та робить їх малорентабельними. Близько 90 % видобутку вугілля припадає на басейни Астурії, Леона та Паленсії.

### Клімат країни

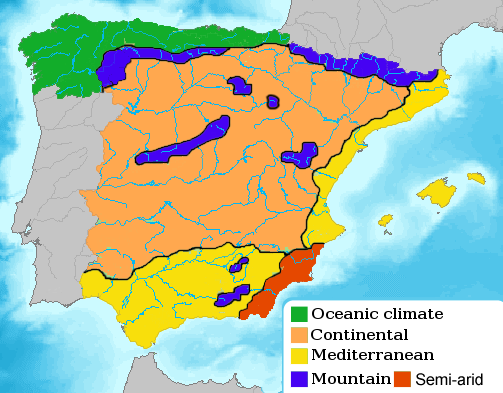
Карта кліматичних зон Іспанії

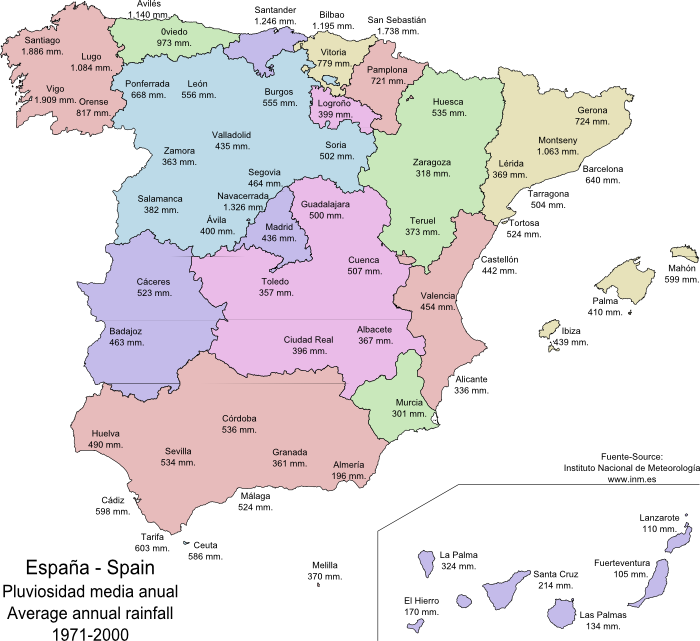
Карта середньо річної кількості опадів

Завдяки своєму географічному положенню кліматичні умови в Іспанії вкрай різноманітні. Піренейському півострову притаманні три основні кліматичні типи — континентальний, океанічний і середземноморський та ще три не основних, але визначальних кліматичних зон — гірського, альпійського та субтропічного типу.

#### Континентальний клімат

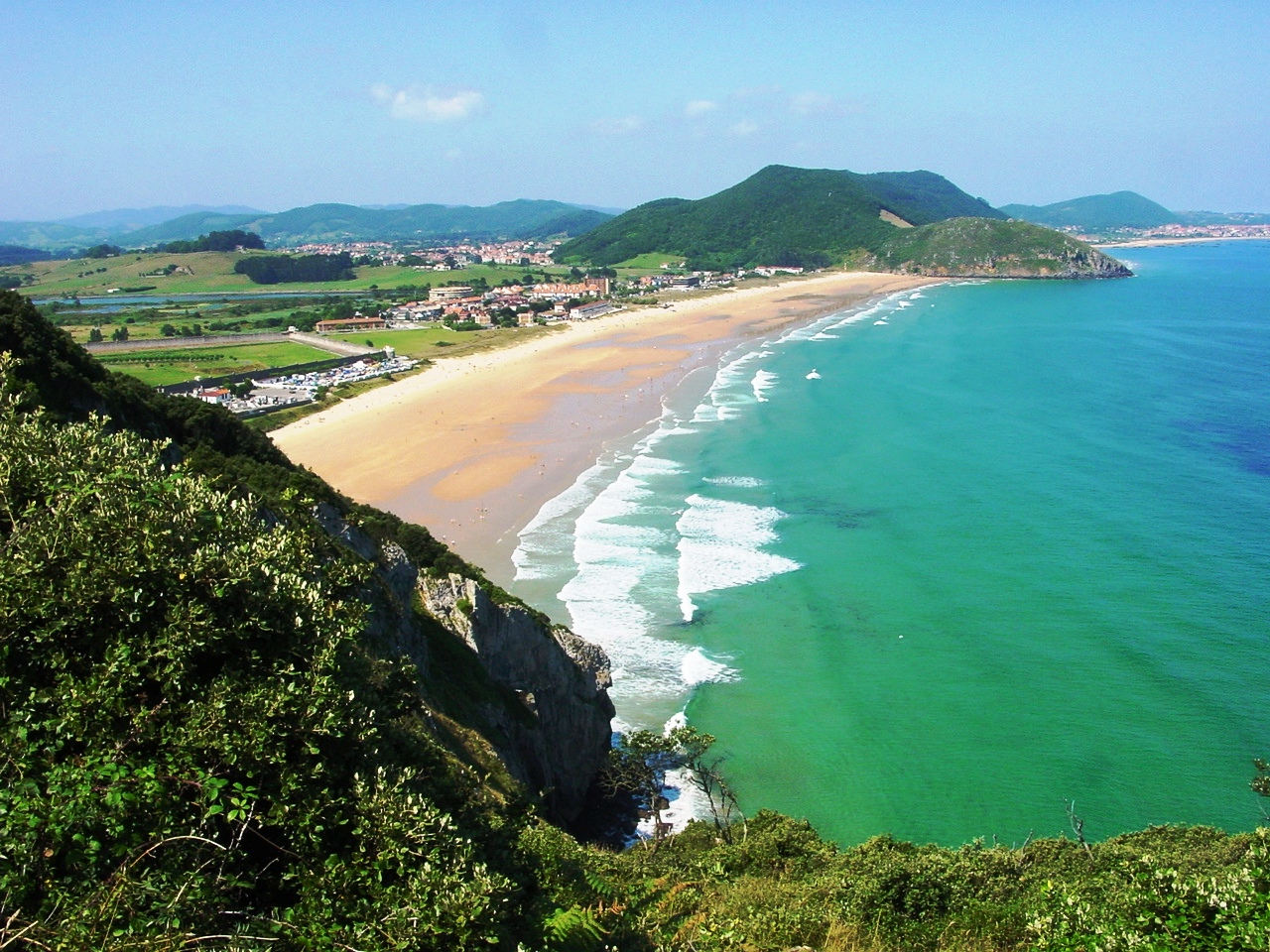
«Зелена Іспанія»

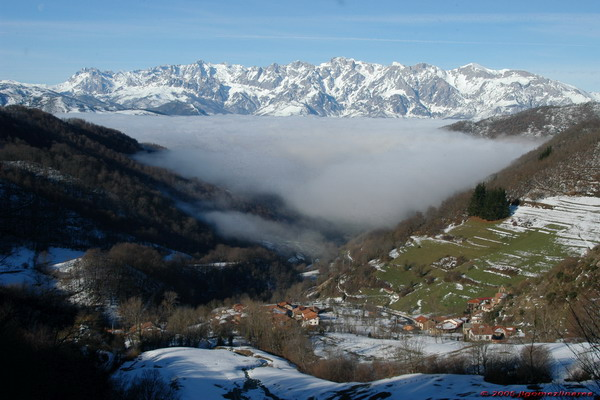
«Picos de Europa»

Охоплює більшість півострова Іспанії, він формується завдяки унікальному розташуванню самого півострова та природно-кліматичних особливостей Центральної Месети, прилеглих до цього плато гір (як на сході, так і на півдні), і властивостями території басейну річки Ебро. Континентальний клімат характеризується широким коливанням добових і сезонних змін у температурі, низькою кількістю та нерегулярністю опадів із високим рівнем випаровування, що призводить до посушливості. Середньорічна кількість опадів загалом становить від 300 до 640 мм на рік (більшість провінцій регіону Месети отримує близько 500 мм на рік). На півночі Месети, Центрального плато й у басейні Ебро, є два сезони дощів, один навесні (квітень-червень), а інший восени (жовтень-листопад). На півдні Месети, вологі сезони — весна й осінь, весною лише один місяць — березень, а осінній період загалом посередньо-вологий, але навіть у ці вологі сезони дощі тут нерегулярні та нетривалі. Континентальні зими прохолодні в межах −1 °C, з сильним вітром і високою вологістю, незважаючи на низький рівень опадів. За винятком гірських районів північного передгір'я Іберійських гір, у холодні періоди мороз та підмерзання є поширеним явищем. Літо тепле та безхмарне, середня денна температура становить; 21 °C на півночі Месети й із 24 °C до 27 °C на півдні Месети, а нічні температури коливаються від 7 °C до 10 °C по всій континентальній зоні. У басейні річки Ебро (який знаходиться на нижчому висотному рівні), дещо відмінні особливості — дуже спекотно влітку та температура може перевищувати 40 °C. Влітку загалом на Центральному плато та Месети та в басейні Ебро вологість найнижча, за винятком району річки Ріо-Ебро, де наявна висока вологість.

#### Океанічний клімат
Переважає в північній частині країни (часто називають «Зелена Іспанія»), від Піренеїв до північно-західних районів півострова, і характеризується відносно м'якою зимою, теплим, але не спекотним літом та, загалом, рясними опадами — близько 1000 мм за весь рік, причому в найпосушливіші місяці вище 30 мм за рік. Температура коливається незначно (як на добу, так і щосезону), у середньому діапазоні від +9 °C у січні до 21 °C у липні. Стримуючий вплив морських атмосферних явищ на узбережжі, чим далі в глиб країни та вище в гори півночі Іберійського півострова, тим інтенсивніші температурні коливання. Близькість до Атлантичного океану також впливає на кількість опадів, тому на сході їх менше, аніж на океанічному західному узбережжі. Восени, з жовтня по грудень, найтриваліший дощовий сезон, а липень найпосушливіший місяць. Висока вологість і переважаючі фронтальні морські вітри, сприяють формуванню кліматичного явища туману, який є загальноприйнятою нормою вздовж всього північно-західного узбережжя, це явище не так часто спостерігається всередині країни (здебільшого на незначних ділянках та ближче до холодної пори року), причиною його відсутності є гори, які стають своєрідним бар'єром для проникнення вологих циклонів з боку моря чи океану.

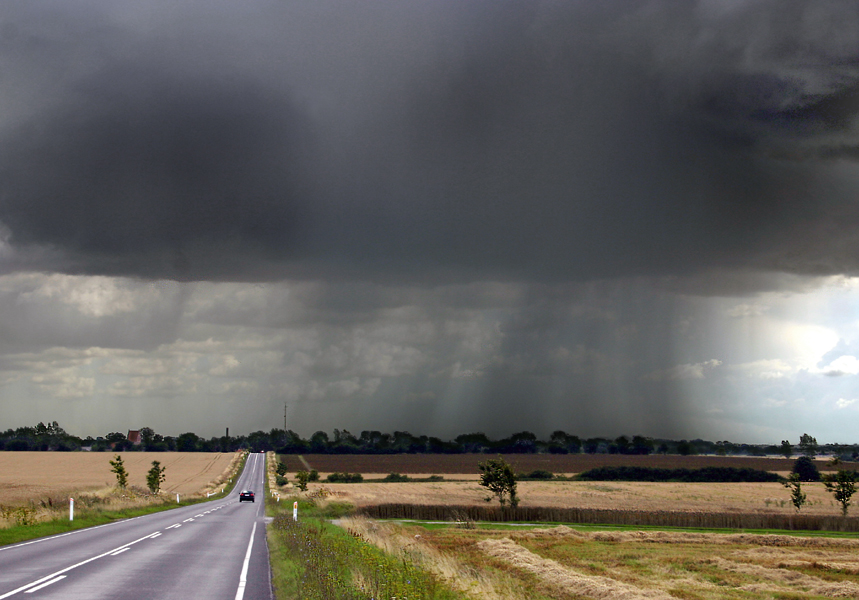
Гроза в Іспанії

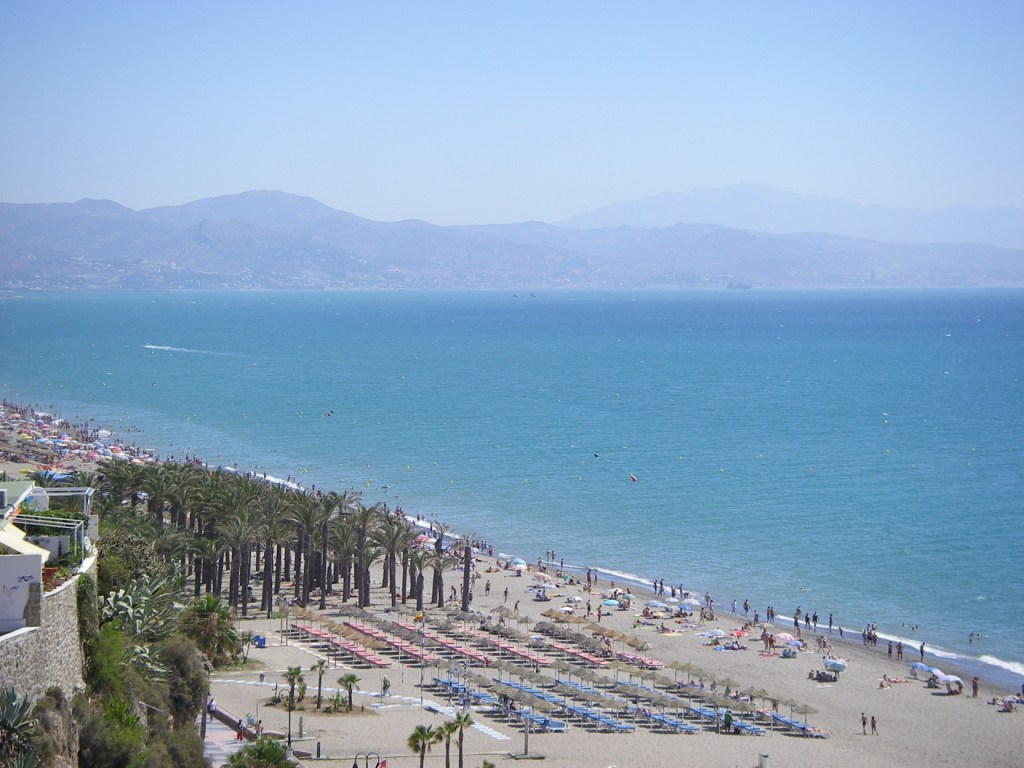
Пляж у Торремоліносі, Малага

#### Середземноморський клімат
Охоплює територію, яка простягається від Андалузьких рівнин (майже весь південь півострова), уздовж усього південного та східного узбережжя країни аж до Піренеїв (обмежується гірськими хребтами, що йдуть паралельно узбережжю Середземного моря). Загалом, період опадів у цьому регіоні зосереджений, переважно, наприкінці осінньо-зимового циклу й у весняну пору року. Дощі тут, зчаста, нерегулярні з ймовірними періодами посухи. Температура в середземноморській кліматичній зоні вища ніж у континентальних внутрішніх районах. Сезонні та добові зміни температури не мають значної амплітуди коливань. Температура повітря в січні, зазвичай, у середньому від 10 °C до 13 °C у більшості районів середземноморської зони, і лише трішки прохолодніше на північно-східному узбережжі (на північ від Барселони). Взимку температура в глиб рівнин Андалузії також трохи нижча ніж на узбережжі. Середня температура в липні та серпні від +22 °C до 27 °C на узбережжі, і від 29 °C до 31 °C у глиб півострова, цей же період відзначається пониженою вологістю. В середземноморській кліматичній зоні наявні значні вітрові потоки (вітри Левече): жаркі та сухі східні або південно-східні повітряні потоки, які зароджуються над Північною Африкою. Епізодично ці вітри іноді приносять з собою піщаний пил Сахари — ці явища найчастіше відбуваються навесні й спричинені раптовим (як правило, нетривалим) різким зростанням температури в пустелі. Кулер — східний вітер, приходить з боку Леванту, набираючи свою силу з-поміж улоговин між гірськими формаціями Пенібетіко й Атлаських гір у Північній Африці. Ці східні вітри є визначальними, тому що формують особливості середземноморського клімату в регіоні, оскільки вони послаблюють атмосферну температуру та підвищують вологість.

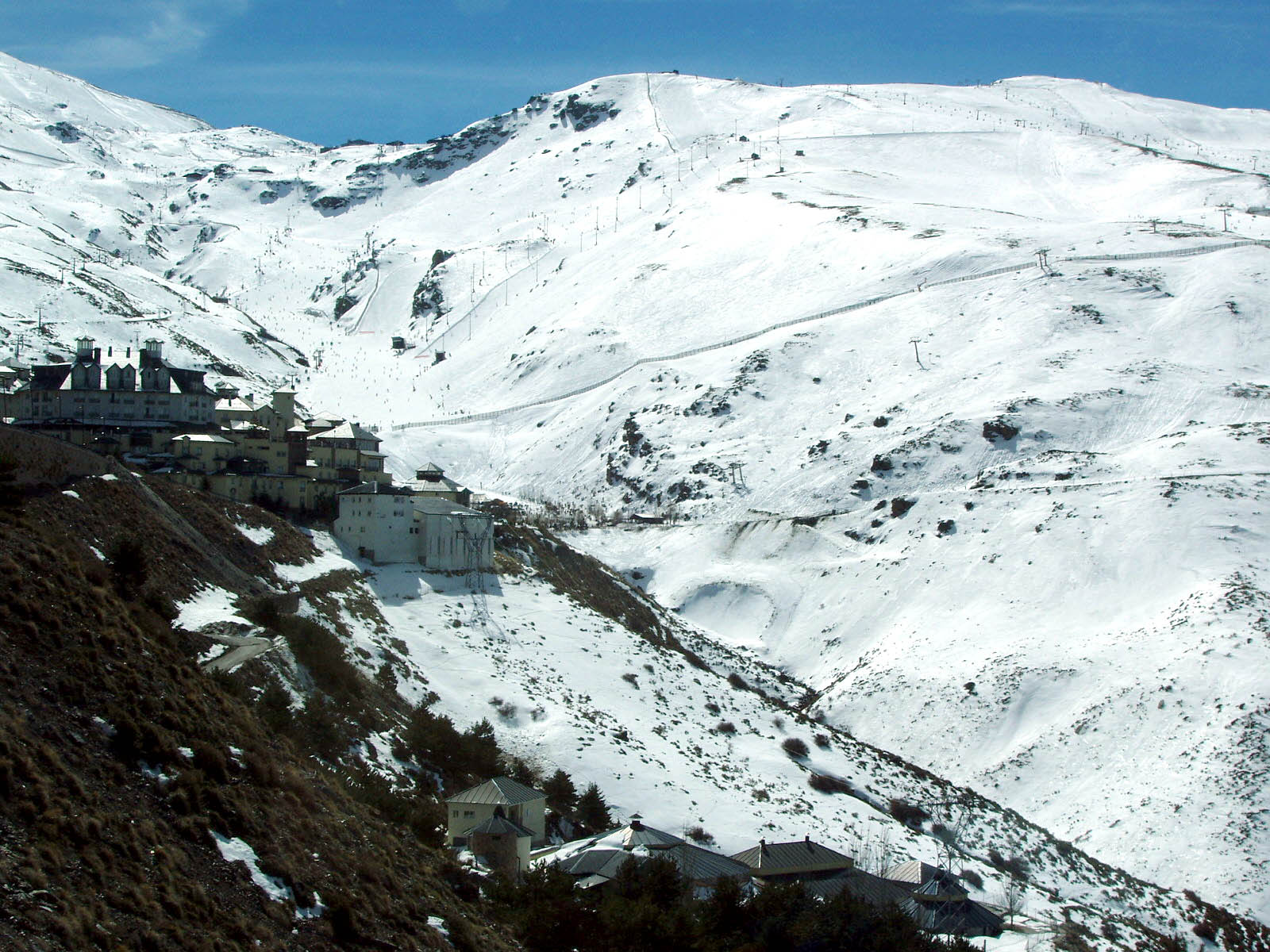
Сьєра-Невада в березні — південь Іспанії

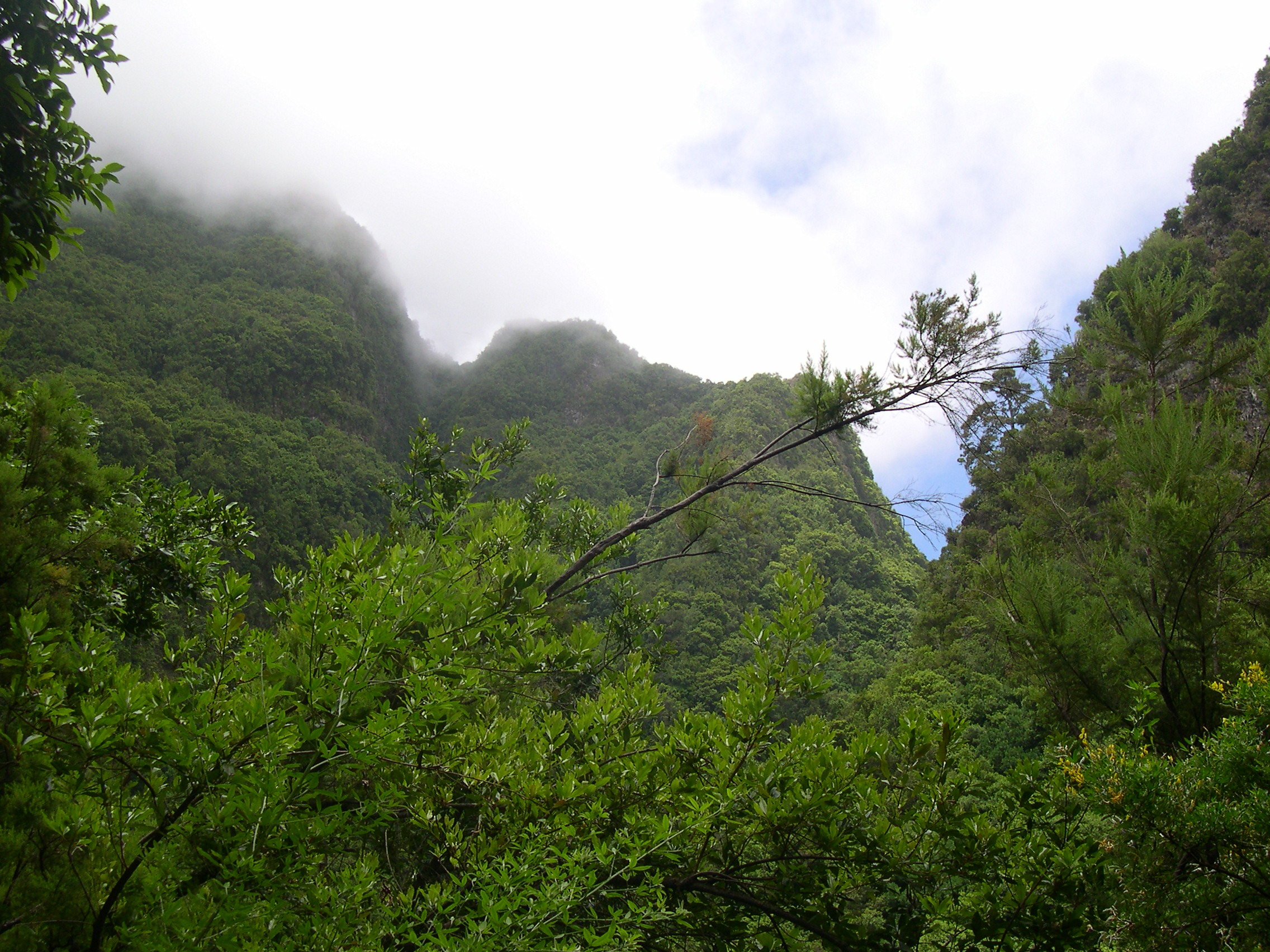
Ліси Ла-Пальми

Три не основні кліматичні зони мають меншу площу поширення, водночас саме вони формують особливості основних кліматичних типів Іспанії в певні часові періоди (посушливі чи дощові, розу вітрів).
- Гірський тип клімату характерний для тих частин території Іспанії, що лежать на висотах понад 2000 метрів (здебільшого в провінціях). Тамтешньою особливістю є дуже спекотне літо та м'яка й холодна зима. Дуже сухий тип клімату, схожий на пустельний, з низькою кількістю опадів до (150 мм на рік) спостерігається в Кабо-де-Гата, це одне з найсухіших місць у Європі.
- Найвищим точкам Піреней й Сьєрра-Невада (що понад 3000 м) характерні альпійські кліматичні особливості.
- Канарські острови знаходяться в субтропічному поясі. Температура, помірна та стабільна з 18 °C до 24 °C протягом року. Що стосується опадів, східні острови є напівпосушливими, західні вологими, з деякими дуже вологими районами в горах Гомера й Ла-Пальми (його ще називають «Лаурісілва»). Крім того, на південному узбережжі Середземного моря (Малага та прибережній смузі Гранади) спостерігається часткове змішання середземноморського та субтропічного кліматів.

### Моря та узбережжя

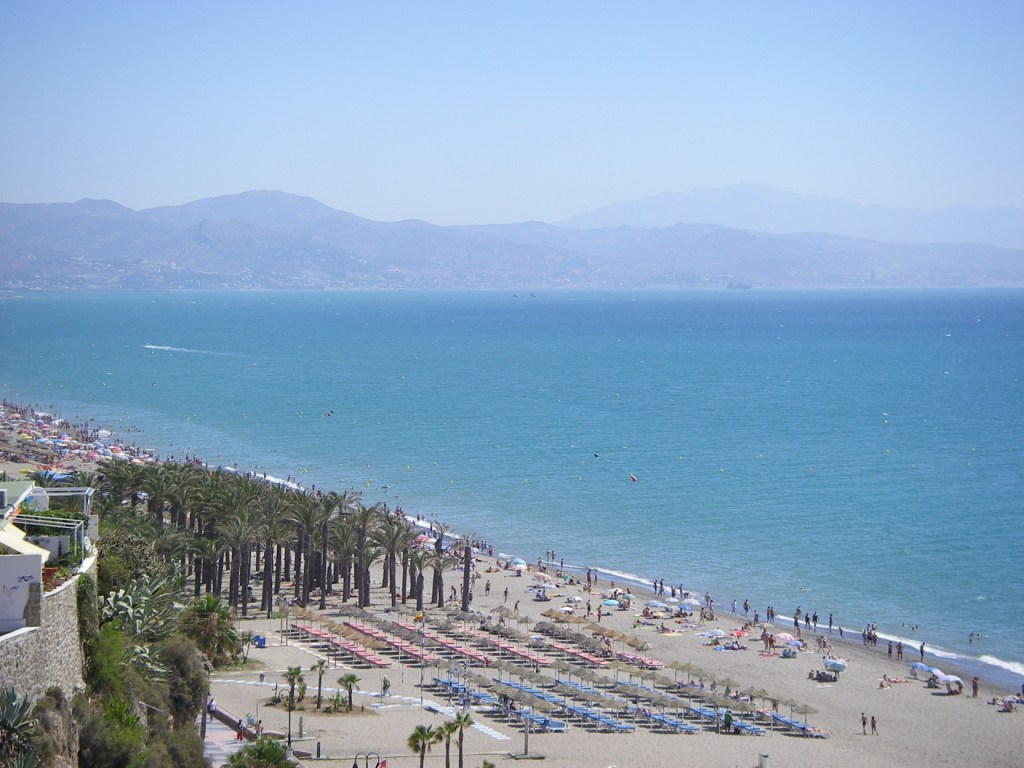
Пляж у Торремоліносі, Малага

### Гідрологія країни

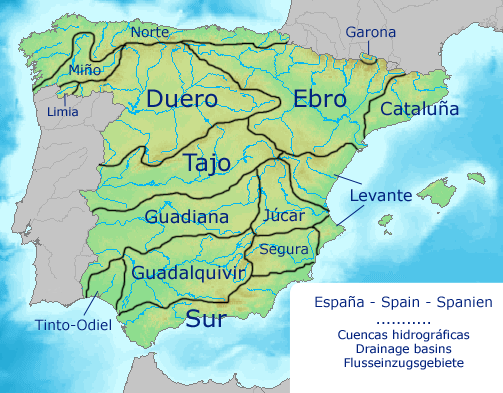
Карта річкових басейнів Іберійського півострова

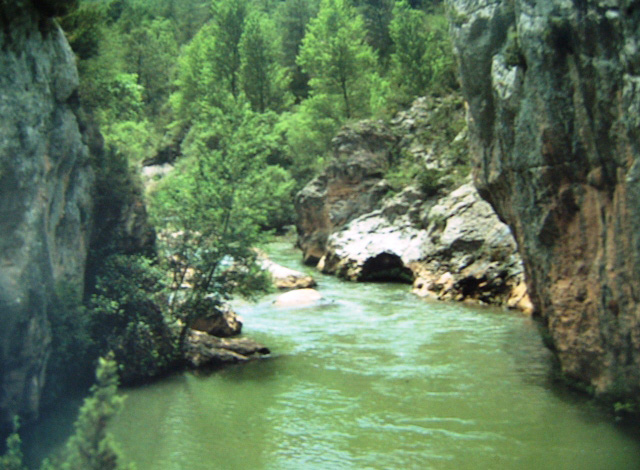
Каньйон річки Тежу

Як і гідрографія в будь-якій іншій країні, В Іспанії вона визначається двома чинниками: кліматичними й геологічними (рельєф і підземні ресурси) особливостями. Більшість Іспанії підпадає в зону середземноморського клімату, так що перша спільна риса для всіх річок — сильні посухи та низький поток. Це правило не стосується річок «мокрої Іспанії» — на півночі та північному заході. Центральне плато з його гірськими хребтами й западинами є визначальним для півострова, та нахилене в бік заходу, тому більшість його водних потоків несуть свої води в цьому напрямку, але ні Дуеро, ні Тахо, ні Ґуядіана, які впадають в Атлантику, не є судноплавними. Інша велика річка — Гвадалківір також тече в Атлантику, тільки нахилена в бік океану через Бетіську височину — є єдина судноплавна річка на півострові, та й то лише в нижній течії.
Річки більшої частини Іспанії мають переважно дощове живлення й різкі сезонні коливання стоку — при зимово-весняному його максимумі та мінімумі літом коли великі річки сильно міліють, а багато дрібних пересихають. Лише на півночі й північному заході річки повноводні протягом всього року, з відносно рівномірними по сезонах витратами води. У Піренеях, Андалуських горах дощове живлення річок доповнюється сніговим. Найбільші річки басейну Атлантичного океану — Тахо, Дуеро, Ґуадіана, Гвадалківір, помережані греблями та є найбільшими річками півострова. До басейну Середземного моря відносяться річки Ебро, Хукар, Сегура. Більшість великих річок перетинають ділянки з порогами що разом із їхньою літньою маловодністю — перешкоджає судноплавству. Річки півночі Іспанії використовуються переважно в енергетичних цілях, а інші — головним чином для штучного зрошування (на багатьох річках створені регулюючі водосховища).
Багато озер розкидано по території Іспанії, вони всі різного походження, одні — тектонічного та вулканічного походження, а інші — льодовикового та карстового й навіть змішаного походження. Ці озера здебільшого невеликі, розташовані переважно в горах.

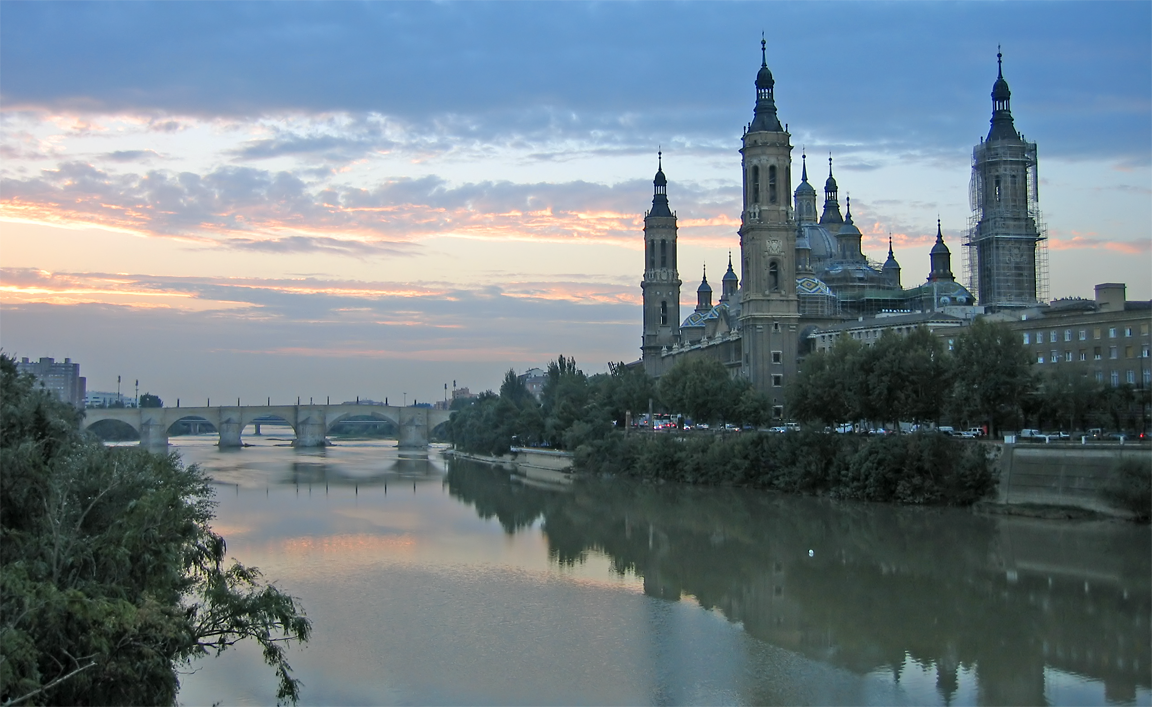
Ебро з боку Сарагоси

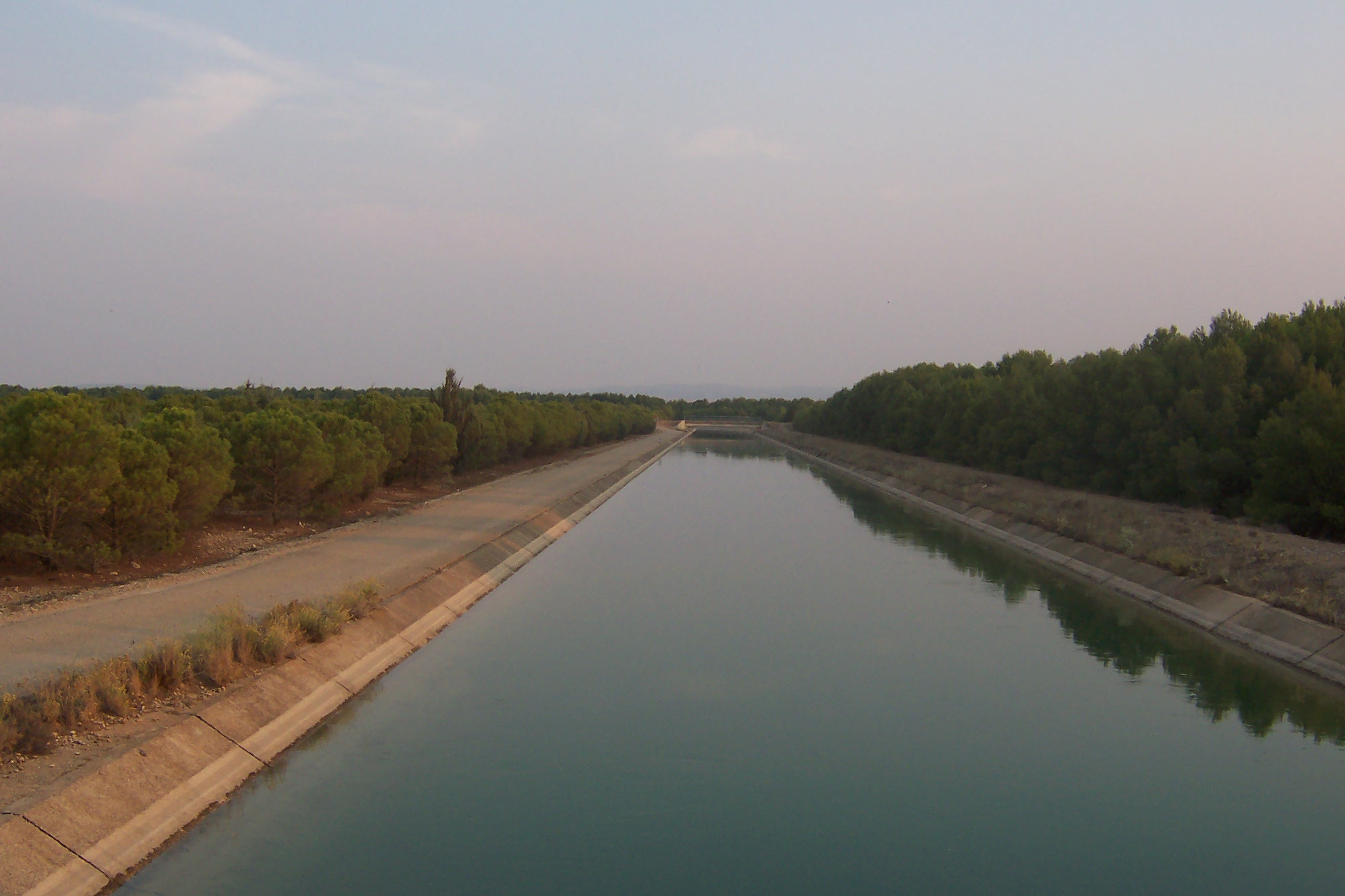
Канал від річки Тежу до Сеґура

Мала кількістю опадів, спричинена середземноморським кліматом, призвела до ощадливого використання водних ресурсів в Іспанії, як поверхневих, так і підземних. З давніх-давен воду ретельно збирали та економили, оскільки вона необхідна, як для зрошення, так і для споживання населенням. Тому ще в давні часи були побудовані великі акведуки, за часів Римської імперії — в Сеговії, Меріді, Тарраґоні та Барселоні, а араби зрошували свої сади у Валенсії, Леріді та в більшій частині сільської місцевості Андалузії. Крім того, вода використовується, як рушійна сила, для індустрії та економіки, опосередковано або безпосередньо, за допомогою електрики. В Іспанії було побудовано багато гідроелектричних вузлів для накопичення енергії та перерозподілу частини водних ресурсів. Це сприяло якісному споживанню води в промисловості та безперебійному постачанню її до великих міських агломерацій. Що ж стосується Канарських островів, то там побудовано станції перегонки з морської води.
Загалом можна сказати, що по всьому іспанському Середземномор'ї, так чи інакше, але відчувається дефіцит у водних ресурсах у порівнянні із зоною Атлантики. Таким чином, дефіцит в іспанському Середземномор'ї становить близько 5000 гм³ на рік, а на Атлантичному є надлишок, що наближається до 25 000 гм³ (здебільшого через великий потік річок до океану). Таким чином, необхідно було компенсувати цей дефіцит. Цього домоглися завдяки побудові гребель та каналів на річці Тежу, що полегшило тяжке становище Леванту. З цієї причини, й інші великі водойми зазнали техногенного впливу — річки використали для будівництва гребель, які перетворили краєвиди річок, їхніх ущелин, на великі озера та водосховища.

## Історія

### Античність
Вперше людина з'явилася на території Іспанії в добу палеоліту. Територію Піренейського півострова заселили племена іберійців та кельтів. Перші розселилися на півночі та заході півострова, другі — на сході та півдні. Згодом почався процес змішання кельтських та іберських племен, внаслідок чого з'явилися племена кельтіберів.
Територія Іспанії стала одним з основних театрів військових дій під час Другої Пунічної війни. Південний схід Іспанії належав Карфагенській імперії. Там було засновано укріплену фортецю — Новий Карфаген У 209 р. до н. е. римляни провели успішну облогу міста, внаслідок чого заволоділи ним. Загалом у результаті Другої Пунічної війни Рим заволодів більшою частиною Піренейського півострова.
Територія Іспанії належала Риму до V століття. За імператора Октавіана Авґуста Римська Іспанія поділялася на три провінції: Тарраконську Іспанію, Лузітанію і Бетику. Після смерті імператора Феодосія Великого територія Іспанії ввійшла до складу Західної Римської імперії.

Провінції Римської Іспанії за Октавіана Авґуста

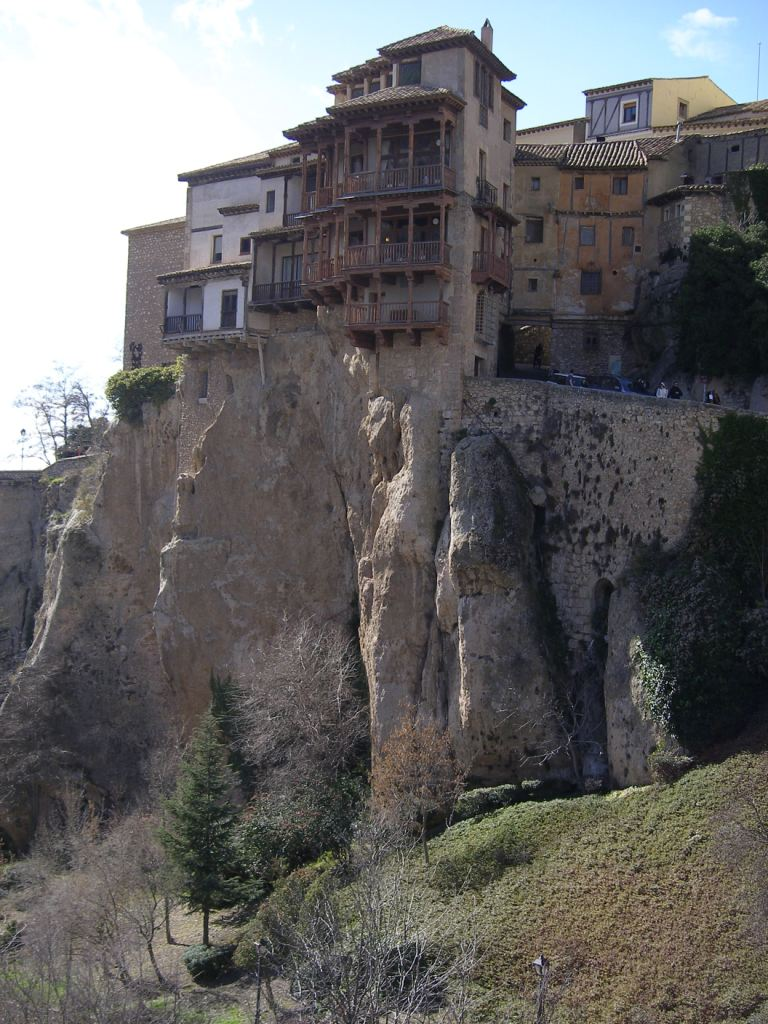
«Висячий» будинок у місті Куенка, Кастилія-Ла-Манча

### Велике переселення народів. Вестготське королівство
У V столітті на територію Іспанії вторглися германські племена вестготів на чолі з Теодоріком. Вестготи підкорили Іспанію та територію сучасного Півдня Франції. Після загибелі Західної Римської імперії на цих землях було утворено Вестготське королівство зі столицею в Тулузі. 508 року Тулузу захопили франки. Після цього столицею королівства стала Нарбонна. З 542 року столицею Вестготії став Толедо. 585 року вестготи приєднали до свого королівства землі свевів на північному заході Піренейського півострова. Вестготське королівство припинило своє існування у 718 році після арабського завоювання Піренейського півострова.

### Арабська Іспанія
У 711 році на півдні Іспанії відбулася битва при Гвадалете. Це було перше протистояння між арабами та вестготами. У битві перемогли араби; вона стала першою битвою арабського завоювання Піренейського півострова. До 718 року вся територія Іспанії ввійшла до складу арабського Халіфату.

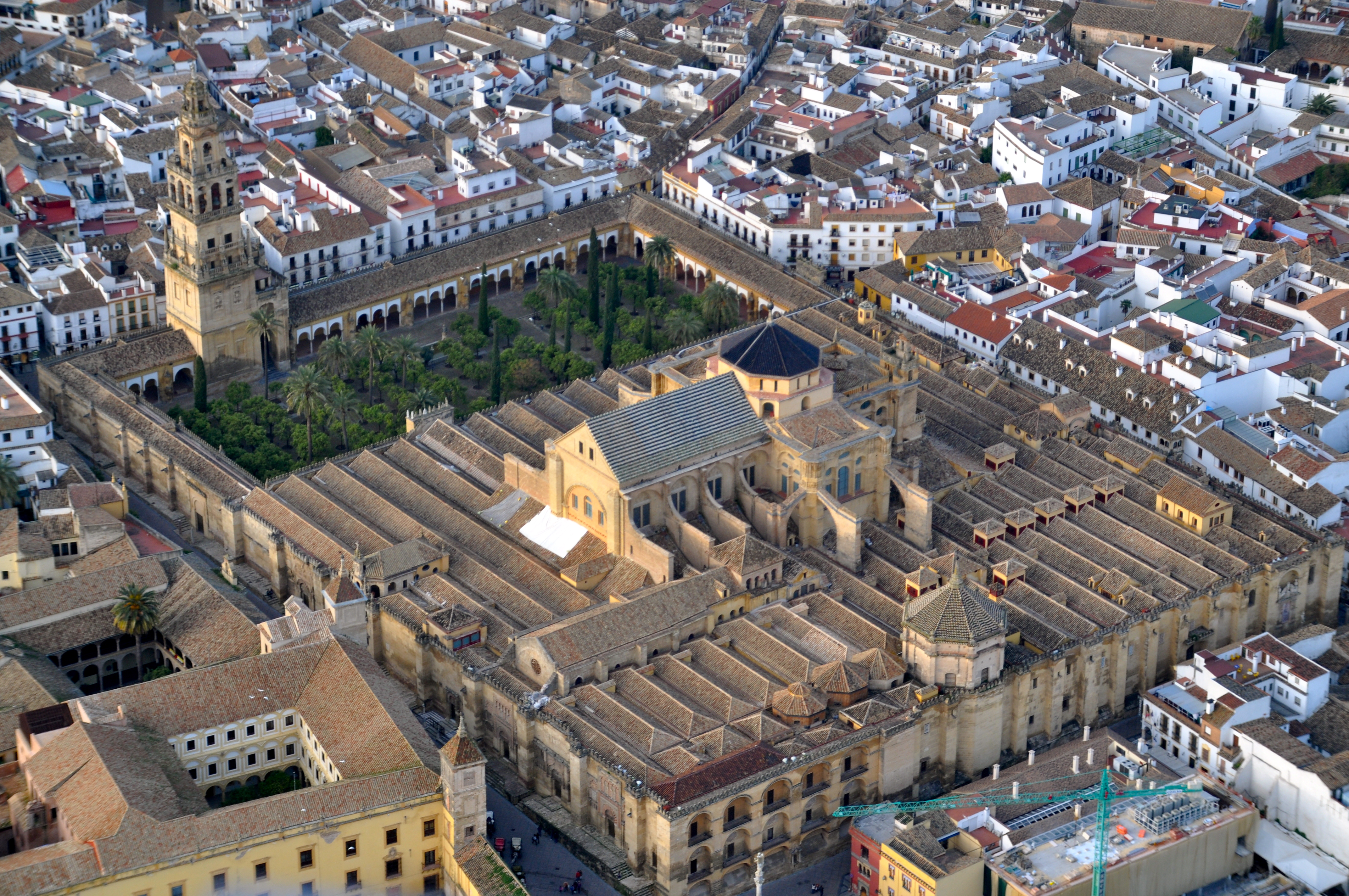
Мечеть-собор Кордови

Перебування Іспанії під владою арабів характеризувалося розвитком культури. Найвизначнішими пам'ятками Арабської Іспанії є палац Альгамбра у Гранаді та Кордовська мечеть, пізніше перебудована в собор. У X столітті столиця Арабської Іспанії — Кордова — була найбільшим містом Європи з населенням 1 мільйон осіб.

### Реконкіста

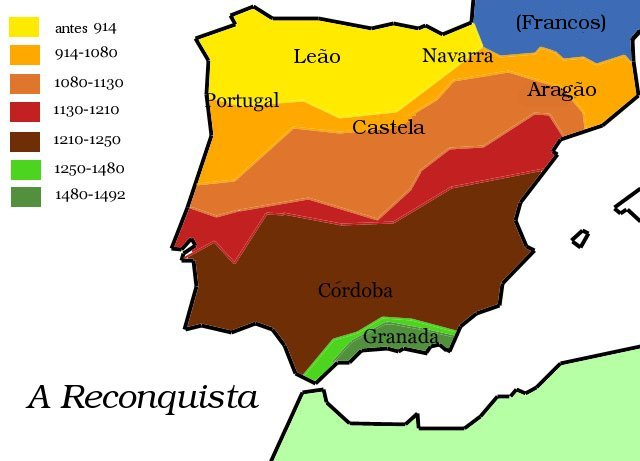
Етапи Реконкісти

Реконкіста (ісп. Reconquista) в перекладі з іспанської означає «відвоювання». Реконкіста — це процес відвоювання іспанцями своїх земель від арабів. Почалася Реконкіста у 722 році. Тоді вождь невеликого племені астурійців на півночі Іспанії Пелайо в битві при Ковадонзі розбив арабське військо. Пелайо став першим королем Астурійського королівства.
Реконкіста відбувалася дуже повільними темпами: якщо араби завоювали Іспанію за 7 років, то іспанці відвоювали свою країну аж за 700 років.
Великий внесок у Реконкісту вніс король Кастилії Альфонсо VI Хоробрий. У 1085 році він відвоював Толедо — колишню столицю Вестготського королівства. Також за час його правління завдяки діяльності іспанського героя Сіда було відвойовано Валенсію. 1212 року в результаті битви при Лас-Навас-де-Толосі більша частина Піренейського півострова була відвойована. 1236 року було відвойовано Кордову. Після цього Реконкіста призупинилася на понад 200 років; на території Іспанії залишилася одна арабська держава — Гранадський емірат.
Завершилася Реконкіста 2 січня 1492 року, коли війська іспанського короля Фердинанда V відвоювали Гранаду.
Участь у Реконкісті брали іспанські військово-чернечі ордени Алькантара, Сантьяго та інші.

### Держави Піренейського півострова
Під час Реконкісти на території Піренейського півострова з'явилися декілька держав, деякі з яких поглинали своїх попередників: Астурійське, Галісійське, Наваррське, Леонське, Кастильське та Арагонське королівства. У XIII столітті Кастилія та Леон об'єдналися в одну державу. 1479 року Кастилія-Леон об'єдналася з Арагоном внаслідок шлюбу кастильської королеви Ізабелли та арагонського принца Фернандо в одну державу — Іспанію. Спільним для держав Піренейського півострова була наявність одного типу станово-представницького органу влади, що мав назву кортеси.

### Іспанія у XVI—XVIII століттях

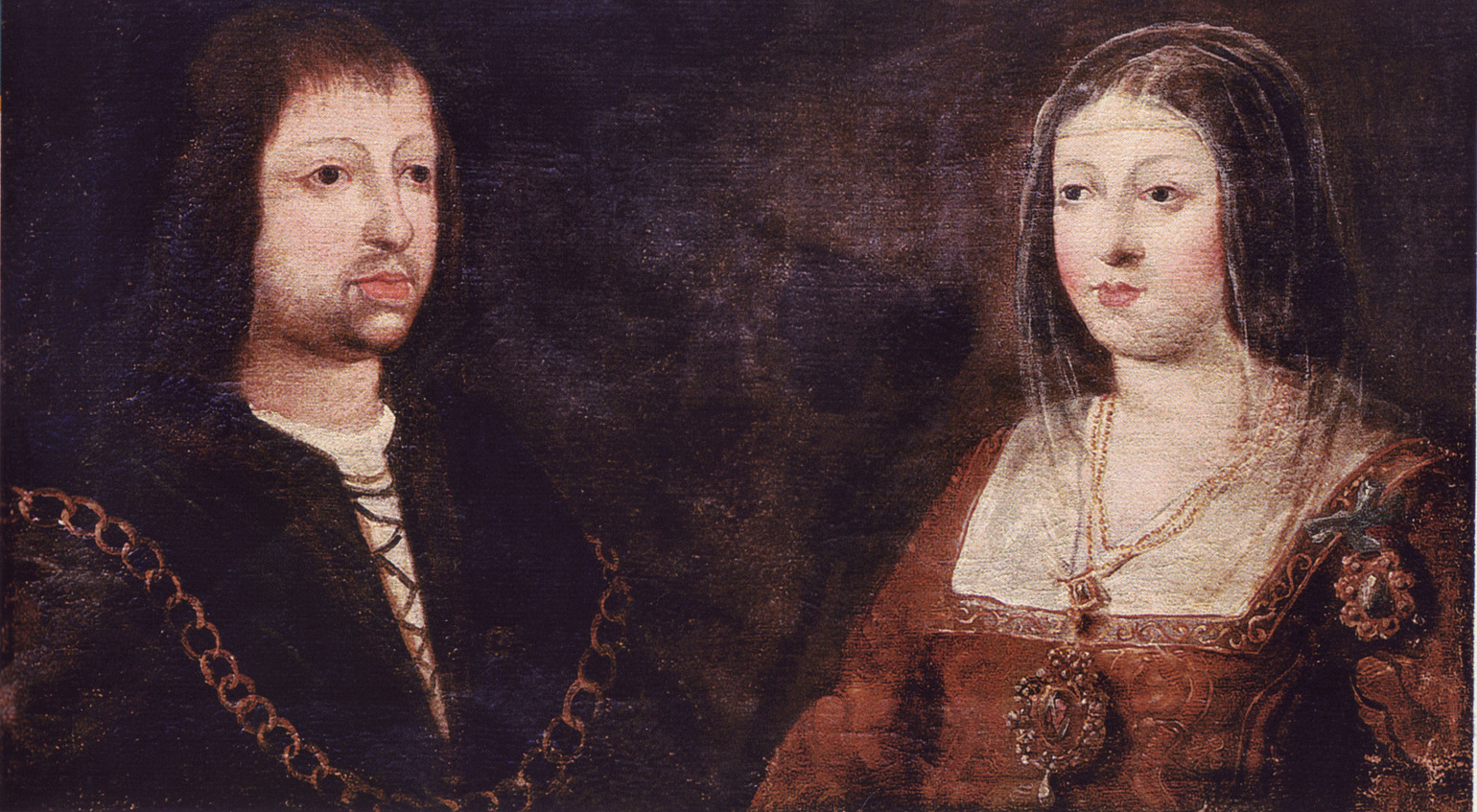
Фердинанд та Ізабелла — король та королева Іспанії

12 жовтня 1492 року Христофор Колумб відкрив невідомий досі для європейців континент — Америку. Саме тоді почався період найбільшого піднесення, могутності та багатства Іспанії.
З 1516 року Іспанією правила династія Габсбургів. Разом зі Священною Римською імперією Габсбурги становили могутню силу у Європі. Одним із наймогутніших королів Іспанії був Феліпе II Габсбург. За його правління була укладена унія з Португалією та почалася Нідерландська революція. При цьому у 1588 році флот Філіппа II «Непереможна армада» зазнав поразки у війні з Англією. Також за Філіппа II відбулася битва при Лепанто, у якій флот Іспанії розбив османський флот.

У XVII столітті Іспанія почала втрачати свою міць. 1648 року від'єдналися Нідерланди. 1668 року — Португалія. 1700 року помер Карл II Зачарований, останній із династії Габсбургів на іспанському престолі. Тоді почалася війна за іспанську спадщину, в результаті якої до влади прийшла французька династія Бурбонів, що править і досі, проте династична унія з Французьким королівством, за умовами Утрехтського миру, укладена не була.

### Іспанія у XIX столітті
У 1808 році в Іспанію вторгнувся Наполеон Бонапарт. Внаслідок цього королем став його брат, Жозеф Бонапарт. 1813 року було відновлено владу іспанських Бурбонів.
У 1820—1823 роках відбулася Іспанська революція під проводом ліберальної буржуазії. Революція зазнала поразки завдяки інтервенції Франції у 1823 році.
У 1868 році була повалена з престолу королева Ізабелла II. До влади прийшов Амадей I, який зрікся престолу 1873 року. Після цього була проголошена Перша Іспанська республіка. Повернення влади Бурбонів відбулася завдяки путчу генерала Арсеніо Мартинеса Кампоса у 1874 році.
На Берлінській конференції 1884—1885 років Іспанія отримала права на окупацію та адміністрування територій в районі екваторіального лісового поясу в Африці, зокрема, на території сучасної Екваторіальної Гвінеї.

У 1898 році відбулася Іспансько-американська війна через яку Іспанія втратила всі свої колонії у Карибському морі, Філіппіни та Гуам. Цей конфлікт також поклав кінець іспанській колоніальній імперії і довершив процес деколонізації Латинської Америки. Втрата багатьох територій, і особливо Куби, яку вважали частиною Іспанії, а не колонією, була сприйнята дуже болюче. Попри це, втрата великих колоніальних володінь виявилася напрочуд корисною для Іспанії, оскільки втративши колоніальні володіння, капітал почав надходити на розвиток власної країни та модернізацію економіки.

### Іспанія у XX—XXI століттях
У 1914—1918 та 1939—1945 роках відбулися дві світові війни, у яких Іспанія дотримувалася нейтралітету.

У 1923—1930 роках в Іспанії була диктатура Прімо де Рівери. Після її падіння повалено і владу короля Альфонса XIII. Проголошено Другу Іспанську республіку. Проти влади республіканців виступили націоналісти на чолі з Франсіско Франко. Почалася Громадянська війна, у результаті якої почалася диктатура Франко.

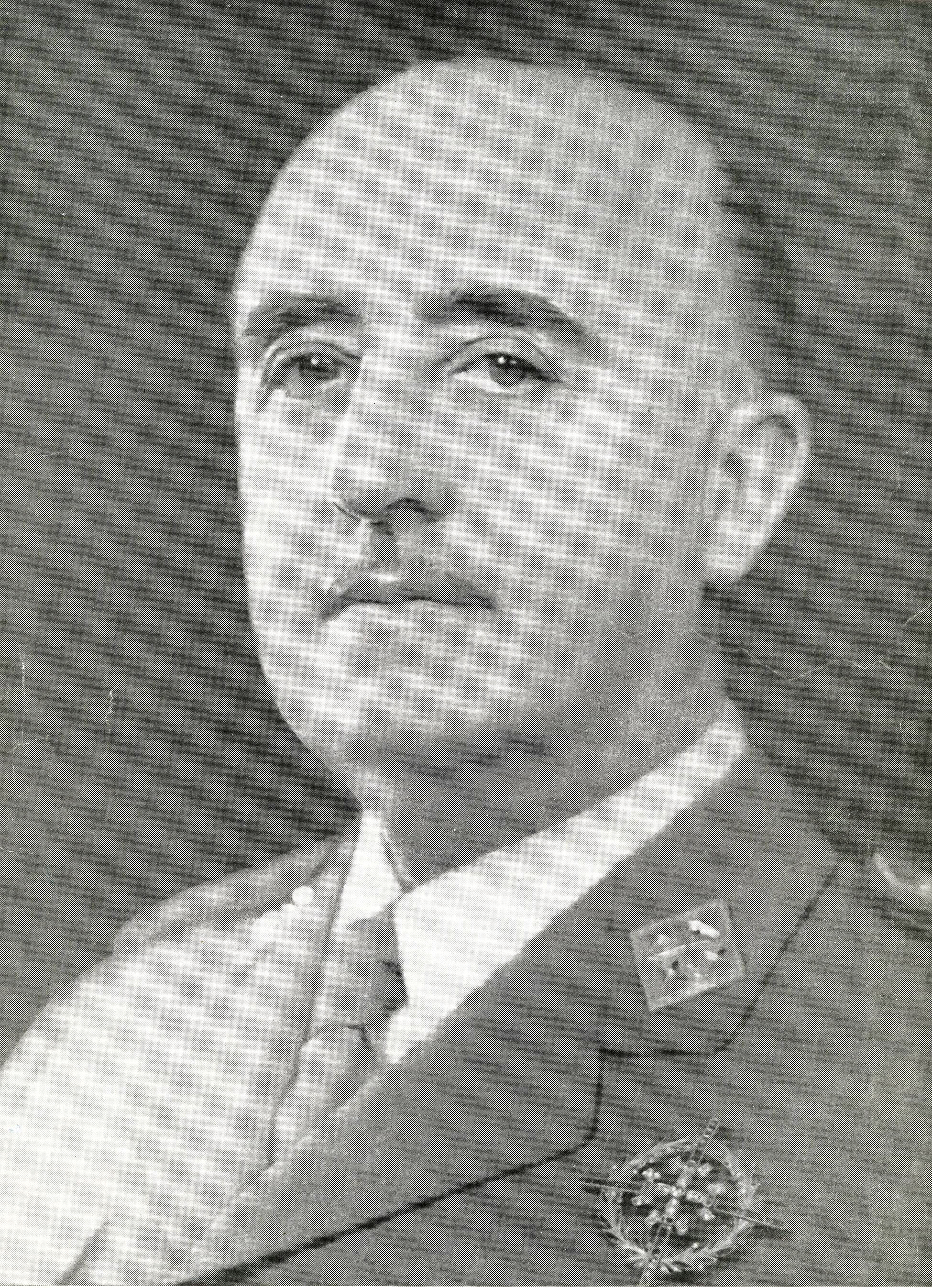
Франсіско Франко

У 1975 році Франсіско Франко помер. Того ж року до влади в Іспанії повернулася династія Бурбонів. Королем став Хуан Карлос I, онук Альфонса XIII. Формою правління стала конституційна монархія. Іспанія взяла демократичний вектор розвитку. 1982 року країна стала членом НАТО, у 1986-му вступила до Європейських Співтовариств. 19 червня 2014 року монарх Хуан Карлос зрікся престолу на користь свого сина Філіпа VI.
У жовтні 2017 року відбувся референдум про незалежність Каталонії. Парламент Каталонії проголосував за одностороннє проголошення незалежності від Іспанії. Того ж дня Сенат надав повноваження запровадити пряме правління, а прем'єр-міністр Рахой розпустив каталонський парламент і призначив нові вибори. Жодна країна не визнала Каталонію як окрему державу.
У червні 2018 року Конгрес депутатів висловив вотум недовіри Рахою та замінив його на Педро Санчеса. З 2018 року Іспанія зіткнулася з інституційною кризою навколо повноважень Генеральної судової ради. У січні 2020-го підтверджено поширення вірусу COVID-19 в Іспанії, що призвело до скорочення тривалості життя більш ніж на рік.
У березні 2021 року Іспанія стала шостою країною у світі, яка узаконила активну евтаназію.

## Політика

### Державний устрій
Іспанія — конституційна монархія. Форма правління — парламентська монархія. Главою держави є король (Філіп VI (король Іспанії)), однак реальна виконавча влада належить прем'єр-міністру, який очолює уряд. Іспанія — парламентська монархія. Конституція схвалена національним референдумом 6 грудня 1978 р. і набрала чинності 29 грудня 1978 р., із 13 змінами, внесеними у 1992 р.
З 1939 року фактично в країні існувала диктатура фашистського типу; довічним главою держави був Франсіско Франко Баамонде. 1969 року за пропозицією Франко його наступником на посту глави держави і майбутнім королем Іспанії був затверджений принц Хуан Карлос де-Бурбон. 22 листопада 1975 року, після смерті Франко, він вступив на королівський престол.
Відповідно до Конституції 1978 року, главою держави є король, який має лише символічну владу. Глава держави — Король Іспанії — Хуан Карлос I (Juan Carlos I), приведений до присяги 22 листопада 1975 року.
Іспанія є соціально-демократичною правовою державою, формою правління якої є парламентська монархія. Столицею держави є Мадрид, де знаходиться Король та Уряд країни. Тут також розташовані законодавчі органи (Сенат та Конгрес Депутатів) та органи судової влади.
Законодавчу владу здійснюють Генеральні кортеси (парламент), які розробляють і приймають закони, що підлягають затвердженню королем, контролюють діяльність уряду. Кортеси складаються з двох палат: Конгресу депутатів і Сенату. Конгрес депутатів складається не менш як із 300, але не більш як із 400 депутатів, які обираються населенням загальним прямим і таємним голосуванням за системою пропорційного представництва терміном на 4 роки. Сенат обирається загальним прямим і таємним голосуванням за мажоритарною системою терміном на 4 роки.
Виконавчу владу здійснює уряд на чолі з головою уряду. Голова уряду призначається королем після консультацій із політичними партіями і головами обох палат парламенту, потім кандидатура голови має бути схвалена абсолютною більшістю голосів конгресу депутатів. Голова уряду має практично президентські повноваження. Члени уряду, які є одночасно і депутатами, можуть суміщувати свою діяльність на обох посадах. Керівник уряду — прем'єр-міністр Хосе Луїс Родрігес Запатеро (з 14 березня 2004 року).
В адміністративному плані країна складається з 19 автономних областей із власним представництвом і парламентом: Конституція 1978 року закріпила за окремими регіонами і національностями країни право на автономію в межах єдиної держави.
Вищий консультативний орган уряду — Державна рада, яка складається з 29 членів. Найвищий судовий орган — Генеральна рада судової влади, якою керує голова Верховного суду, складається з 20 членів, яких призначає король на 5 років.
У теперішній час Іспанська держава складається з сімнадцяти Автономних Співтовариств та двох міст Сеути та Мелільї, кожне з яких має статус автономії. Законодавча влада здійснюється Генеральними кортесами — парламентом, що складається з Сенату (265 депутатів) і Конгресу депутатів (350 депутатів).
| Державний устрій                     | Федеративний (запроваджений Конституцією 1978 р.) |
| Форма правління                      | Парламентська монархія |
| Глава країни                         | Король, який є також головнокомандуючим збройними силами (Реальна влада належить Главі вищого виконавчого органу країни — Уряду, кандидатуру якого на затвердження парламенту вносить Король. Законодавча влада здійснюється Генеральними кортесами (парламентом)). |
| Конституція                          | Ухвалена на загальнонаціональному референдумі 6 грудня 1978 року. |
| Інститут Президента                  | Глава держави: Король Хуан Карлос I, вступив на трон 22.11.1975 р. після смерті генерала Франсіско Франко. Згідно з Конституцією, Король є символом єдності держави, арбітром і гарантом функціонування державних інститутів.                                       |
| Виконавча влада                      | Глава уряду: Хосе Луїс Родрігес Сапатеро — призначений 17 квітня 2004 р. за результатами перемоги на виборах 14 березня 2004 р. Іспанської соціалістичної робітничої партії.                                                                                        |
| Релігія                              | Римо-католицька |
| Населення                            | Кількість — проживає близько 44 млн осіб (приблизно 14 млн у містах) Середня густота населення — близько 90 осіб на 1 км² |
| Державне свято                       | 12 жовтня — День іспанської нації (на честь дати відкриття Америки Христофором Колумбом) |
| Територіально-адміністративний поділ | Іспанія складається з 17 автономій та 2 міст зі спеціальним статусом — Сеута та Мелілья. 17 автономій, своєю чергою, поділяються на провінції, загальна кількість яких складає 52.                                                                                  |
| Валюта                               | Євро |

### Членство в міжнародних організаціях
Іспанія є членом багатьох міжнародних організацій: СОТ, МБРР, ОБСЄ, МВФ, НАТО, ООН, МФЧХ, ОЕСР, РЄ, ЄКА, ЄМС, ЄС.

### Міжнародні відносини
- Зовнішня політика Іспанії
- Португальсько-іспанські відносини

## Економіка
Іспанія — розвинена індустріально-аграрна країна. За обсягом промислової продукції наприкінці XX ст. вона посідала 5-те місце в Європі та 8-ме — у світі.
Основні галузі промисловості: текстильна, харчова, металообробна, хімічна, суднобудування, машинобудування, туризм. Транспорт — залізничний, автомобільний, морський. Гол. порти: Картехена, Барселона, Більбао, Санта-Крус-де-Тенерифе, Таррагона й Валенсія.
Діють дві державні авіакомпанії — «Іберія» й «Авіадо», а також ряд невеликих приватних авіакомпаній. Авіарейси в Латинську Америку, США, Канаду, Японію, Північну Африку та країни Європи. Найзавантаженішим є аеропорт міста Палма на о. Мальорка. Інші великі аеропорти в Мадриді, Барселоні, Лас-Пальмасі (на о. Гран-Канарія), Малазі, Севільї та на о. Тенерифе.

### Туризм
Туризм в Іспанії почав активно розвиватися в 1960-х роках, коли країна стала улюбленим місцем відпочинку туристів з інших європейських країн, особливо Великої Британії, Франції, Центральної й Північної Європи. 2007 року за даними Всесвітньої туристської організації Іспанія стала другою за відвідуваністю країною у світі після Франції. З 2010 року Іспанія знаходиться на 4-му місці за відвідуваністю після Франції, США та Китаю. 2015 року країну відвідали 69—70 мільйонів туристів, які витратили в Іспанії близько 60 мільярдів євро. У деяких частинах Іспанії (зокрема в Каталонії та у Країні Басків) навіть з'являються рухи проти туризму, оскільки іноді збитки від туристів перевищують прибутки.

### Енергетика

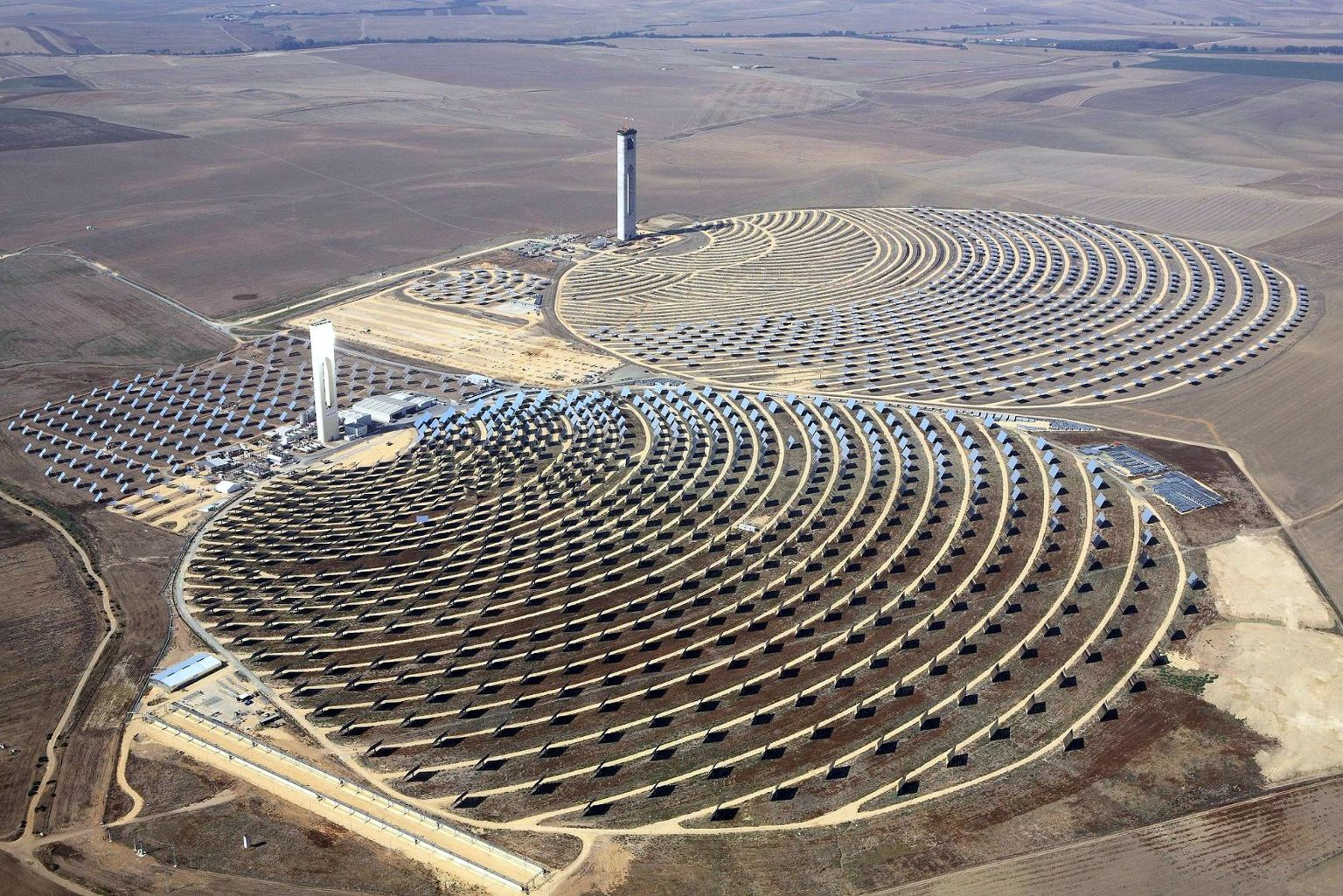
Сонячний комплес Solucar у Санлукар-Ла-Майор

У 2010 році Іспанія стала світовим лідером у сфері сонячної енергетики, випередивши Сполучені Штати з величезною електростанцією під назвою La Florida поблизу Альварадо у Бадахосі.  Іспанія також є головним виробником вітрової енергетики в Європі.  У 2010 році її вітрові станції виробили 16,4 % всієї електроенергії, виробленої в Іспанії.  9 листопада 2010 року вітрова енергія досягла історичного піку, покриваючи 53 % попиту на електроенергію материка та генеруючи кількість енергії, еквівалентну кількості 14 ядерних реакторів. Також іншими джерелами відновлюваної енергії, що використовуються в Іспанії, є гідроелектростанції, біомаси та морська енергетика.

## Адміністративний устрій
Іспанія поділяється на 19 автономних областей: Андалусія, Арагон, Астурія, Балеарські острови, Країна Басків, Канарські острови, Кантабрія, Кастилія і Леон, Кастилія-Ла-Манча, Каталонія, Сеута, Естремадура, Галісія, Мадрид, Мелілья, Мурсія, Наварра, Ла-Ріоха, Валенсія, що поєднують 50 провінцій.

## Населення

### Демографія
Кількість населення — близько 46 млн осіб (приблизно 14 млн у містах), середня густота населення — близько 95 осіб на 1 км². Міське населення — 76 %.
Динаміка зміни чисельності населення, млн осіб:
- 1900 — 18,6;
- 1932 — 24,1;
- 1959 — 29,9;
- 1977 — 36,3;
- 1996 — 39,6;
- 2004 — 40,28;
- 2006 — 45,13;
- 2008 — 46,06;
- 2009 — 46,66.[11]

### Релігія
Католицизм є основною релігією населення Іспанії, існують громади протестантів різних течій. Поширений іслам (вихідці з Марокко та Африки загалом).

## Культура

### Мова

Поширення мов Іспанії:
Галісійська
Астурлеонська
Іспанська
Арагонська
Каталонська
Окситанська
Баскійська

Іспанська мова є офіційною на всій території Іспанії.
На території деяких автономних областей такий самий офіційний статус мають такі мови: у Країні Басків — баскська, у Валенсії та на Балеарських о-вах — каталанська (у Валенсії вона офіційно називається валенсійською), у Галісії — галісійська, у Каталонії — каталанська та окситанська (у формі аранської говірки) мови.

### Мистецтво
У Фігерасі знаходиться Музей-театр Сальвадора Далі.

### Корида
Кори́да (ісп. corrida de toros, tauromaquia, toreo) — найпоширеніша форма бою биків, традиційне іспанське видовище, що також практикується в деяких інших країнах. Суть кориди полягає у виконанні певної послідовності фігур із биком особливої породи, що зазвичай завершуються смертю бика. Історія кориди, можливо, сягає бронзової доби, до іберів, які населяли Піренейський півострів і які вважали бика священною твариною (збереглися наскельні зображення биків, яким декілька тисяч років). Ймовірно, первинне вбивство бика було ритуальним. Подібні церемонії існували та в інших середземноморських народів, зокрема в стародавніх греків. Відомо, що в Середньовіччя до битв із биком мали пристрасть Карл Великий, Альфонсо X Кастильський, Сід Кампеадор. До кінця XV століття, тобто часу завершення реконкісти і об'єднання Іспанії, корида стає розвагою шляхетних осіб. З биком б'ється кабальєро, лицар на коні. Ті, які ще нещодавно билися з маврами й готувалися зустріти смерть на полі бою, знову могли випробувати себе на арені. У XVI столітті без кориди не обходилася вже більшість великих свят. У Мадриді бої влаштовували на центральній площі, Пласа Майор, де відбувалися найважливіші для країни події, зокрема особливо важливі автодафе, а в дні святкувань коронацій королі виходили вітати народ. Корида в цей період естетизується та перетворюється на елемент культури.

### Фламенко
Фламенко — народний іспанський пристрасний танець, який звуть також танцем закоханих. Фламенко — південноіспанський музичний, пісенний і танцювальний стиль, який склався в Андалусії в Середньовіччя. Спів і танець сольні, супроводжуються грою на гітарі, кастаньєтах. Виконавці фламенко називаються «байлаор» (танцюрист), «кантаор» (співак), «токаор» (гітарист). Ритм у фламенко звуть компас.

## Спорт
Найпопулярніший вид спорту в Іспанії — футбол. Збірна Іспанії з футболу виграла чемпіонат Європи 2008, чемпіонат Європи 2012 й чемпіонат світу 2010. Провідні команди чемпіонату Іспанії та європейського футболу загалом: Реал Мадрид та Барселона.
Крім футболу, популярні велоспорт, баскетбол, теніс, гольф. Найвидатніші іспанські спортсмени останніх десятиліть: футболісти Ікер Касільяс, Хаві, Андрес Іньєста, Давид де Хеа, Фернандо Торрес, тенісисти Аранча Санчес Вікаріо і Рафаель Надаль, велогонщики Мігель Індурайн й Альберто Контадор, гольфісти Север'яно Баллестерос і Серхіо Гарсія, автогонщик Ферна́ндо Ало́нсо Ді́ас

## Інше
Державне свято — 12 жовтня — День іспанської нації.
Державний прапор — складається з червоної, жовтої та червоної горизонтальних смуг із гербом посередині. Символічне значення кольорів цього прапора легенда пов'язує з його походженням. Відповідно до переказу, один із королів Арагону побажав мати свій прапор. Оглядаючи різні проєкти прапорів, він зупинився на одному з гладким золотим полем. Потім він велів подати келих свіжої крові тварин і, зануривши в нього два пальці, монарх провів ними по жовтому полотнищу, на якому вийшли дві червоні смуги. Згодом прапор Арагону став державним прапором всієї Іспанії. Після встановлення в 1938 році режиму Франка цей прапор став прапором Іспанії.
Державний герб — являє собою складну багаточастинну конструкцію, яка включає герби земель, що належали Короні.
Державний гімн Іспанії — «Марш гренадерів», або «Королівський марш». Уперше цей гімн прозвучав у 1910 році та постійно виконувався до квітня 1931 року, коли в Іспанії було скинуто монархію. Король Альфонс XIII був вигнаний, а партитуру «Королівського маршу» відправили до архіву. Але 17 липня 1942 року Франко підписав декрет, відповідно до якого «Королівський марш» став національним гімном країни.

## Українці в Іспанії
Див. також: Українська діаспора в Іспанії
Про українців в Іспанії див. в статті «Українська Іспанія», газета «2000» № 35 (283) від 2 — 8 вересня 2005 р.
Стаття «Іспанія — гарна мачуха. Сповідь небайдужого українського емігранта» в газеті «Україна Молода», № 045 від 11 березня 2006 р. [Архівовано 11 червня 2008 у Wayback Machine.]